# Liste des sondes spatiales

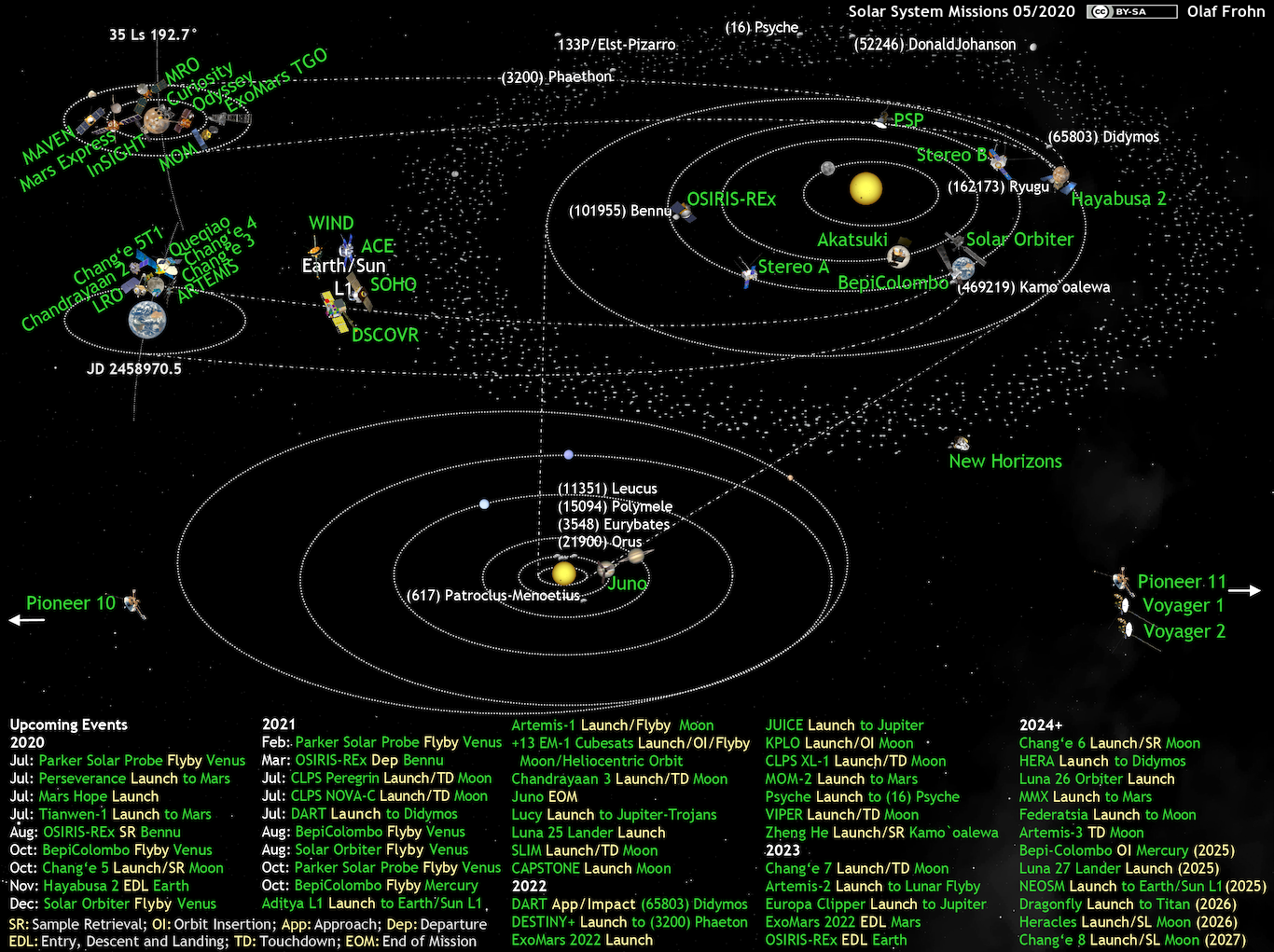
Schéma représentant la position des engins spatiaux dans le Système solaire ayant quitté le champ gravitationnel de la Terre hors observatoires et télescopes spatiaux (mai 2020).

Cet article présente la liste des sondes spatiales développées pour explorer les différents corps célestes du système solaire : Lune, planètes et leurs satellites, petits corps et Soleil.
- Les missions sont regroupées par objectif : une mission peut donc être mentionnée plusieurs fois si elle effectue des observations successives de plusieurs corps.
- Les missions futures confirmées ou à un stade très avancé d'étude sont également recensées.
- Sont exclus les projets de missions spatiales annulés ou en attente de sélection.
- Les survols découlant de manœuvres d'assistance gravitationnelle sans qu'il y ait de collecte significative de données scientifiques sont également mentionnés mais isolés dans des paragraphes spécifiques.

## Synthèse
Entre le début de l'ère spatiale (1958) et 2020 moins de 300 engins spatiaux ont été lancés dans le but d'explorer le système solaire. La fréquence des lancements est plus élevée au cours des quinze premières années pour plusieurs raisons : une course à l'espace est engagée entre les deux puissances spatiales (États-Unis et URSS), les sondes spatiales sont peu fiables et sont fréquemment lancées par paires. Il s'agit par ailleurs d'engins de petite taille emportant une charge utile limitée donc avec un coût de fabrication et une phase de développement réduits. La décennie 1980 est la plus creuse. Les enjeux de prestige politique ne sont plus aussi présents, l'Union soviétique ralentit son programme d'exploration spatiale tout comme la NASA qui, de son côté, peine à financer le développement de sa navette spatiale. Au cours des deux dernières décennies le rythme moyen de lancement est de une à trois sondes spatiales par an. Dans les tableaux récapitulatifs ci-dessous on constate une augmentation très nette des lancements pour la décennie 2020 (chiffres tout à la fois partiels et en partie basés sur des annonces qui pourraient ne pas être confirmées). Trois facteurs sont à l'origine de cette évolution : les annonces associées au  programme Artemis des États-Unis, le programme lunaire ambitieux annoncé par la Russie dont le calendrier a toutefois tendance à être régulièrement repoussé et la montée en puissance de plusieurs pays comme la Chine et l'Inde.

Statistiques des lancements de sonde spatiale (màj déc. 2020)
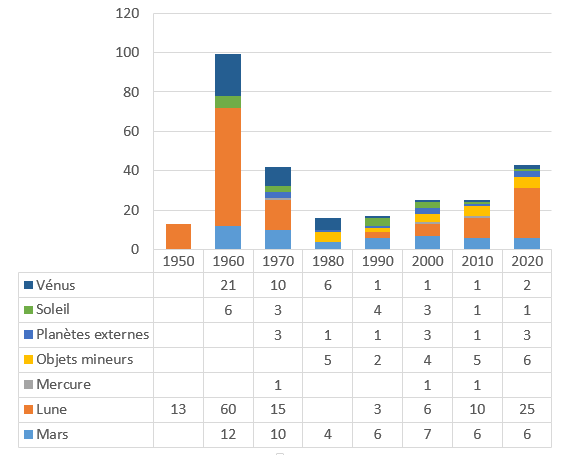
Nombre de sondes spatiales lancées par destination et par décennie (2020 prévisionnel). Planètes externes = Jupiter, Saturne, Neptune, Uranus, Titan. Objets mineurs = astéroïdes, comètes, planètes naines (Cérès, Pluton).
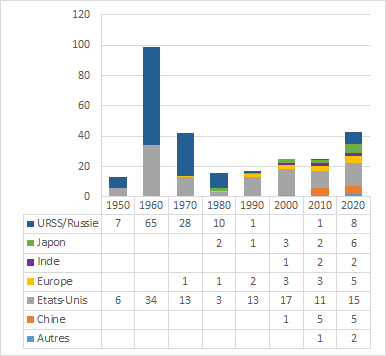
Nombre de sondes spatiales lancées par pays constructeur et par décennie (2020 prévisionnel).

## Lune

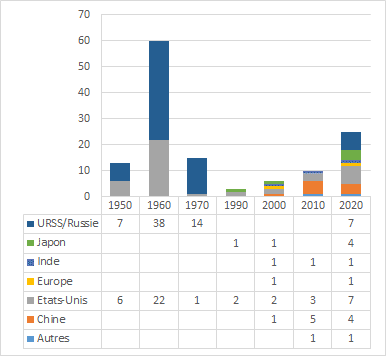
Nombre de sondes spatiales à destination de la Lune, par pays et par décennie.

Au début de l'ère spatiale (décennies 1950/1960) la Lune, située à faible de la distance de la Terre, est le principal objectif des premières sondes spatiales lancées par l'homme. En cette période de guerre froide c'est le terrain d'affrontement de l'Union soviétique et des États-Unis dans le domaine de l'exploration spatiale. Le taux d'échec des premières missions est très élevé car il faut mettre au point de nouvelles technologies. Entre 1958 et 1973 les deux puissances spatiales vont successivement lancer des orbiteurs, des atterrisseurs et dans le cas de l'Union soviétique des astromobiles (rovers) et des missions ramenant des échantillons du sol lunaire sur Terre. Les missions robotiques de l'agence spatiale américaine, la NASA, sont là en appui du programme Apollo qui envoie plusieurs missions avec équipage à la surface la Lune à compter de 1969. Au milieu des années 1970 l'exploration spatiale se détourne de la Lune pour se porter vers les planètes, plus lointaines et associées à des enjeux scientifiques jugés plus importants.
Précédée par le Japon en 1990, de nouvelles nations spatiales choisissent à compter des années 2000 de faire leur début comme leurs prédécesseurs en explorant la Lune. La Chine à compter de 2007 et l'Inde à compter des 2008 envoient des sondes spatiales pour étudier notre satellite. La Chine démontre sa maitrise croissante des technologies spatiales en déposant sur le sol lunaire le 14 décembre 2013 l'astromobile Yutu au cours de la mission Chang'e 3. Il s'agit du premier engin spatial déposé à la surface de la Lune depuis 1976. Début 2019, ce pays effectue le premier atterrissage en douceur sur la face cachée de la Lune (mission Chang'e 4. En 2020, l'Inde échoue dans sa tentative de poser un atterrisseur à la surface de notre satellite (Chandrayaan-2) tandis que la Chine effectue avec succès la première mission de retour d'échantillons (Chang'e 5) depuis les années 1970.
De son côté la NASA relance à la fin des années 2000 son programme d'exploration de la Lune dans le cadre de ses projets de retour de l'homme à la surface de notre satellite. Ces missions viennent de nouveau en soutien des futures missions avec équipage. Une première vague de missions, lancées entre 2009 et 2013, est liée au programme Constellation annulé en 2010. Une deuxième vague est programmée dans les années 2020 en lien avec le programme Artemis. De son côté la Russie réactive son programme d'exploration du système solaire avec ses missions Luna programmées au cours de la décennie 2020 qui rencontrent toutefois des problèmes de financement.
La miniaturisation et l'abaissement des coûts des sondes spatiales sont facilitées par l'évolution des technologies spatiales. La Lune, toute proche, est retenue pour servir de banc d'essais pour cette nouvelle catégorie d'engins. Le prix Google Lunar X Prize vise à inciter le développement d'atterrisseurs lunaires emportant une charge utile symbolique par de petites équipes indépendantes des agences spatiales. Aucune ne parvient à tenir l'échéance fixée. Néanmoins plusieurs projets se poursuivent dont au moins une est lancé (Beresheet). La NASA de son côté finance le développement de plusieurs CubeSats emportant des charges utiles scientifiques qui devraient être placés en orbite de la Lune au début de la décennie 2020.

### Années 1950
| Sonde       | Sonde       | Agence     | Lancement         | Mission           | Type      | Statut        | Notes |
| ----------- | ----------- | ---------- | ----------------- | ----------------- | --------- | ------------- | --- |
| Pioneer 0   | Pioneer 0   | DARPA USAF | 17 août 1958      | –                 | Orbiteur  | Échec         | Échec du lanceur.                                                                                              |
| Luna 1958A† | Luna 1958A† | URSS       | 23 septembre 1958 | –                 | Impacteur | Échec         | Échec du lanceur.                                                                                              |
| Pioneer 1   | Pioneer 1   | NASA USAF  | 11 octobre 1958   | –                 | Orbiteur  | Échec         | N'atteint pas l'orbite désirée. Altitude maximale 113 800 km.                                                  |
| Luna 1958B† | Luna 1958B† | URSS       | 12 octobre 1958   | –                 | Impacteur | Échec         | Échec du lanceur.                                                                                              |
| Pioneer 2   | Pioneer 2   | NASA USAF  | 8 novembre 1958   | –                 | Orbiteur  | Échec         | N'atteint pas l'orbite désirée. Altitude maximale 1 530 km.                                                    |
| Luna 1958C† | Luna 1958C† | URSS       | 4 décembre 1958   | –                 | Impacteur | Échec         | Échec du lanceur.                                                                                              |
| Pioneer 3   | Pioneer 3   | NASA ABMA  | 6 décembre 1958   | –                 | Survol    | Échec         | N'atteint pas l'orbite désirée. Altitude maximale 102 360 km.                                                  |
| Luna 1      | Luna 1      | URSS       | 2 janvier 1959    | 4 janvier 1959    | Survol    | Échec partiel | Première sonde dans le voisinage de la Lune (survolée à 5 995 km, mais un impacteur était probablement prévu). |
| Pioneer 4   | Pioneer 4   | NASA ABMA  | 3 mars 1959       | 4 mars 1959       | Survol    | Échec partiel | Distance minimale 60 000 km.                                                                                   |
| Luna 1959A† | Luna 1959A† | URSS       | 18 juin 1959      | –                 | Impacteur | Échec         | N'atteint pas l'orbite terrestre.                                                                              |
| Luna 2      | Luna 2      | URSS       | 12 septembre 1959 | 14 septembre 1959 | Impacteur | Succès        | Premier impact sur la Lune.                                                                                    |
| Luna 3      | Luna 3      | URSS       | 4 octobre 1959    | 6 octobre 1959    | Survol    | Succès        | 1res images de la face cachée de la Lune.                                                                      |
| Pioneer P-3 | Pioneer P-3 | NASA       | 26 novembre 1959  | –                 | Orbiteur  | Échec         | Échec du lancement.                                                                                            |

### Années 1960
| Sonde            | Sonde            | Agence | Lancement         | Mission                            | Type                   | Statut        | Notes |
| ---------------- | ---------------- | ------ | ----------------- | ---------------------------------- | ---------------------- | ------------- | --- |
| Luna 1960A (en)† | Luna 1960A (en)† | URSS   | 15 avril 1960     | –                                  | Survol                 | Échec         | Échoue à atteindre la bonne trajectoire.                                                                     |
| Luna 1960B (en)† | Luna 1960B (en)† | URSS   | 16 avril 1960     | –                                  | Survol                 | Échec         | Échec du lancement.                                                                                          |
| Pioneer P-30     | Pioneer P-30     | NASA   | 25 septembre 1960 | –                                  | Orbiteur               | Échec         | Échec du lancement.                                                                                          |
| Pioneer P-31     | Pioneer P-31     | NASA   | 15 décembre 1960  | –                                  | Orbiteur               | Échec         | Échec du lancement.                                                                                          |
| Ranger 3         | Ranger 3         | NASA   | 26 janvier 1962   | 28 janvier 1962                    | Impacteur              | Échec         | Passe à côté de la Lune.                                                                                     |
| Ranger 4         | Ranger 4         | NASA   | 23 avril 1962     | 26 avril 1962                      | Impacteur              | Échec         | Atteint la face cachée de la Lune.                                                                           |
| Ranger 5         | Ranger 5         | NASA   | 18 octobre 1962   | –                                  | Impacteur              | Échec         | Contact perdu 8 heures après le lancement à cause d'un problème de puissance.                                |
| Spoutnik 25 (en) | Spoutnik 25 (en) | URSS   | 4 janvier 1963    | –                                  | Atterrisseur           | Échec         | Ne parvient pas à quitter l'orbite terrestre.                                                                |
| Luna 1963B (en)† | Luna 1963B (en)† | URSS   | 2 février 1963    | –                                  | Atterrisseur           | Échec         | Échoue à atteindre l'orbite terrestre.                                                                       |
| Luna 4           | Luna 4           | URSS   | 2 avril 1963      | 7 avril 1963                       | Atterrisseur           | Échec         | Survole la Lune à 8 400 km à cause d'un problème de trajectoire.                                             |
| Ranger 6         | Ranger 6         | NASA   | 30 janvier 1964   | 2 février 1964                     | Impacteur              | Échec partiel | Impact réussi, mais pas de photos reçues à cause d'une panne.                                                |
| Luna 1964A (en)† | Luna 1964A (en)† | URSS   | 21 mars 1964      | –                                  | Atterrisseur           | Échec         | Échoue à atteindre l'orbite terrestre.                                                                       |
| Luna 1964B (en)† | Luna 1964B (en)† | URSS   | 20 avril 1964     | –                                  | Atterrisseur           | Échec         | Échoue à atteindre l'orbite terrestre.                                                                       |
| Zond 1964A (en)† | Zond 1964A (en)† | URSS   | 4 juin 1964       | –                                  | Survol                 | Échec         | Échoue à atteindre l'orbite terrestre                                                                        |
| Ranger 7         | Ranger 7         | NASA   | 28 juillet 1964   | 31 juillet 1964                    | Impacteur              | Succès        | Renvoie des photos avant l'impact.                                                                           |
| Ranger 8         | Ranger 8         | NASA   | 17 février 1965   | 20 février 1965                    | Impacteur              | Succès        | Renvoie des photos avant l'impact.                                                                           |
| Cosmos 60 (en)   | Cosmos 60 (en)   | URSS   | 12 mars 1965      | –                                  | Atterrisseur           | Échec         | Échoue à sortir de l'orbite terrestre.                                                                       |
| Ranger 9         | Ranger 9         | NASA   | 21 mars 1965      | 24 mars 1965                       | Impacteur              | Succès        | Images retransmises en direct à la télévision avant l'impact.                                                |
| Luna 1965A (en)† | Luna 1965A (en)† | URSS   | 10 avril 1965     | –                                  | Atterrisseur ?         | Échec         | Échoue à atteindre l'orbite terrestre ?                                                                      |
| Luna 5           | Luna 5           | URSS   | 9 mai 1965        | 12 mai 1965                        | Atterrisseur           | Échec         | S'écrase sur la Lune.                                                                                        |
| Luna 6           | Luna 6           | URSS   | 8 juin 1965       | 11 juin 1965                       | Atterrisseur           | Échec         | Contact avec la Lune manqué, survol à 160 000 km.                                                            |
| Zond 3           | Zond 3           | URSS   | 18 juillet 1965   | 20 juillet 1965                    | Survol                 | Succès        | |
| Luna 7           | Luna 7           | URSS   | 4 octobre 1965    | 7 octobre 1965                     | Atterrisseur           | Échec         | Crash sur la Lune.                                                                                           |
| Luna 8           | Luna 8           | URSS   | 3 décembre 1965   | 6 décembre 1965                    | Atterrisseur           | Échec         | Crash sur la Lune.                                                                                           |
| Luna 9           | Luna 9           | URSS   | 31 janvier 1966   | 3 février 1966 6 février 1966      | Atterrisseur           | Succès        | Premier atterrissage en douceur sur la Lune.                                                                 |
| Cosmos 111 (en)  | Cosmos 111 (en)  | URSS   | 1er mars 1966     | –                                  | Orbiteur               | Échec         | Ne parvient pas à quitter l'orbite terrestre.                                                                |
| Luna 10          | Luna 10          | URSS   | 31 mars 1966      | 3 avril 1966 30 mai 1966           | Orbiteur               | Succès        | |
| Surveyor 1       | Surveyor 1       | NASA   | 30 mai 1966       | 2 juin 1966 13 juillet 1966        | Atterrisseur           | Succès        | Premier atterrissage américain. Tests pour les futures missions habitées.                                    |
| Explorer 33      | Explorer 33      | NASA   | 1er juillet 1966  | 15 septembre 1971                  | Orbiteur               | Échec partiel | Échoue à atteindre l'orbite lunaire, effectue sa mission en orbite terrestre.                                |
| Lunar Orbiter 1  | Lunar Orbiter 1  | NASA   | 10 août 1966      | 14 août 1966 29 octobre 1966       | Orbiteur               | Succès        | Cartographie de la surface. Impact volontaire à la fin de la mission.                                        |
| Luna 11          | Luna 11          | URSS   | 24 août 1966      | 27 août 1966 1er octobre 1966      | Orbiteur               | Succès        | |
| Surveyor 2       | Surveyor 2       | NASA   | 20 septembre 1966 | 23 septembre 1966                  | Atterrisseur           | Échec         | S'écrase sur la Lune                                                                                         |
| Luna 12          | Luna 12          | URSS   | 22 octobre 1966   | 25 octobre 1966 19 janvier 1967    | Orbiteur               | Succès        | |
| Lunar Orbiter 2  | Lunar Orbiter 2  | NASA   | 6 novembre 1966   | 10 novembre 1966 11 octobre 1967   | Orbiteur               | Succès        | Cartographie de la surface. Impact volontaire à la fin de la mission.                                        |
| Luna 13          | Luna 13          | URSS   | 21 décembre 1966  | 24 décembre 1966 28 décembre 1966  | Atterrisseur           | Succès        | |
| Lunar Orbiter 3  | Lunar Orbiter 3  | NASA   | 5 février 1967    | 8 février 1967 9 octobre 1967      | Orbiteur               | Succès        | Cartographie de la surface. Impact volontaire à la fin de la mission.                                        |
| Surveyor 3       | Surveyor 3       | NASA   | 17 avril 1967     | 20 avril 1967 4 mai 1967           | Atterrisseur           | Succès        | |
| Lunar Orbiter 4  | Lunar Orbiter 4  | NASA   | 4 mai 1967        | 8 mai 1967 17 juillet 1967         | Orbiteur               | Succès        | Cartographie de la surface.                                                                                  |
| Surveyor 4       | Surveyor 4       | NASA   | 14 juillet 1967   | 17 juillet 1967                    | Atterrisseur           | Échec         | Défaillance durant la descente vers le sol de la Lune.                                                       |
| Explorer 35      | Explorer 35      | NASA   | 19 juillet 1967   | 22 juillet 1967 24 juin 1973       | Orbiteur               | Succès        | |
| Lunar Orbiter 5  | Lunar Orbiter 5  | NASA   | 1er août 1967     | 5 août 1967 31 janvier 1968        | Orbiteur               | Succès        | Cartographie de la surface. Impact volontaire à la fin de la mission.                                        |
| Surveyor 5       | Surveyor 5       | NASA   | 8 septembre 1967  | 11 septembre 1967 17 décembre 1967 | Atterrisseur           | Succès        | |
| Zond 1967A (en)† | Zond 1967A (en)† | URSS   | 28 septembre 1967 | –                                  | Survol                 | Échec         | Test d'un module habitable. Échec du lancement.                                                              |
| Surveyor 6       | Surveyor 6       | NASA   | 7 novembre 1967   | 10 novembre 1967 14 décembre 1967  | Atterrisseur           | Succès        | |
| Zond 1967B (en)† | Zond 1967B (en)† | URSS   | 22 novembre 1967  | –                                  | Survol                 | Échec         | Test d'un module habitable. Échec du lancement.                                                              |
| Surveyor 7       | Surveyor 7       | NASA   | 7 janvier 1968    | 10 janvier 1968 21 février 1968    | Atterrisseur           | Succès        | |
| Luna 1968A (en)† | Luna 1968A (en)† | URSS   | 7 février 1968    | –                                  | Orbiteur ?             | Échec         | Échoue à atteindre l'orbite terrestre.                                                                       |
| Luna 14          | Luna 14          | URSS   | 7 avril 1968      | 10 avril 1968 juin 1968            | Orbiteur               | Succès        | |
| Zond 5           | Zond 5           | URSS   | 14 septembre 1968 | 21 septembre 1968                  | Survol                 | Succès        | Expériences biologiques.                                                                                     |
| Zond 6           | Zond 6           | URSS   | 10 novembre 1968  | 17 novembre 1968                   | Survol                 | Échec         | Études des rayons cosmiques, des micro-météorites et bioscience. La capsule s'écrase à son retour sur Terre. |
| Luna 1969A (en)† | Luna 1969A (en)† | URSS   | 19 février 1969   | –                                  | Astromobile (rover)    | Échec         | Échec du lanceur.                                                                                            |
| Zond L1S-1 (en)† | Zond L1S-1 (en)† | URSS   | 21 février 1969   | –                                  | Orbiteur               | Échec         | Échec du lanceur.                                                                                            |
| Luna 1969C (en)† | Luna 1969C (en)† | URSS   | 14 juin 1969      | –                                  | Retour d'échantillon ? | Échec         | Échec du lancement.                                                                                          |
| Zond L1S-2 (en)† | Zond L1S-2 (en)† | URSS   | 3 juillet 1969    | –                                  | Orbiteur               | Échec         | Échec du lancement.                                                                                          |
| Luna 15          | Luna 15          | URSS   | 13 juillet 1969   | 21 juillet 1969                    | Retour d'échantillon   | Échec         | S'écrase sur la Lune.                                                                                        |
| Zond 7           | Zond 7           | URSS   | 7 août 1969       | 14 août 1969                       | Survol                 | Succès        | Distance minimale 1 980 km.                                                                                  |
| Cosmos 300 (en)  | Cosmos 300 (en)  | URSS   | 23 septembre 1969 | –                                  | Retour d'échantillon   | Échec         | Ne parvient pas à quitter l'orbite terrestre.                                                                |
| Cosmos 305 (en)  | Cosmos 305 (en)  | URSS   | 22 octobre 1969   | –                                  | Retour d'échantillon   | Échec         | Ne parvient pas à quitter l'orbite terrestre.                                                                |

### Années 1970
| Sonde            | Sonde            | Agence | Lancement         | Mission                            | Type                  | Statut | Notes                                                                       |
| ---------------- | ---------------- | ------ | ----------------- | ---------------------------------- | --------------------- | ------ | --------------------------------------------------------------------------- |
| Luna 1970A (en)† | Luna 1970A (en)† | URSS   | 6 février 1970    | —                                  | Retour d'échantillons | Échec  | Échec du lanceur.                                                           |
| Luna 16          | Luna 16          | URSS   | 12 septembre 1970 | 24 septembre 1970                  | Retour d'échantillon  | Succès | Premier retour d'échantillons réalisé par une sonde automatique             |
| Zond 8           | Zond 8           | URSS   | 20 octobre 1970   | 24 octobre 1970                    | Survol                | Succès | Distance minimale 1 110 km. Retour sur Terre le 27 octobre 1970.            |
| Luna 17          | Luna 17          | URSS   | 10 novembre 1970  | 17 novembre 1970                   | Atterrisseur          | Succès |                                                                             |
|                  | Lunokhod 1       | URSS   | 10 novembre 1970  | 17 novembre 1970 14 septembre 1971 | Astromobile (rover)   | Succès | Premier rover; parcourt plus de 10 km sur la Lune.                          |
| Luna 18          | Luna 18          | URSS   | 2 septembre 1971  | 11 septembre 1971                  | Retour d'échantillon  | Échec  | S'écrase sur la Lune.                                                       |
| Luna 19          | Luna 19          | URSS   | 28 septembre 1971 | 3 octobre 1971 1er novembre 1972   | Orbiteur              | Succès |                                                                             |
| Luna 20          | Luna 20          | URSS   | 14 février 1972   | 25 février 1972                    | Retour d'échantillon  | Succès |                                                                             |
| Soyouz 7K-LOK†   | Soyouz 7K-LOK†   | URSS   | 23 novembre 1972  | —                                  | Orbiteur              | Échec  | Échec du lancement.                                                         |
| Luna 21          | Luna 21          | URSS   | 8 janvier 1973    | 15 janvier 1973                    | Atterrisseur          | Succès |                                                                             |
|                  | Lunokhod 2       | URSS   | 8 janvier 1973    | 16 janvier 1973 mai 1973           | Astromobile (rover)   | Succès | Parcourt 37 km à la surface de la Lune.                                     |
| Explorer 49      | Explorer 49      | NASA   | 10 juin 1973      | 15 juin 1973 août 1977             | Orbiteur              | Succès | Observations radio-astronomiques.                                           |
| Luna 22          | Luna 22          | URSS   | 29 mai 1974       | 2 juin 1974 novembre 1975          | Orbiteur              | Succès |                                                                             |
| Luna 23          | Luna 23          | URSS   | 28 octobre 1974   | 6 novembre 1974                    | Retour d'échantillon  | Échec  | La sonde est endommagée à l'atterrissage, aucun échantillon n'est collecté. |
| Luna 1975A (en)† | Luna 1975A (en)† | URSS   | 16 octobre 1975   | —                                  | Retour d'échantillon  | Échec  | Échec du lancement.                                                         |
| Luna 24          | Luna 24          | URSS   | 9 août 1976       | 22 août 1976                       | Retour d'échantillon  | Succès | 3e et dernière mission de cette série.                                      |

### Années 1980 et 1990
| Sonde            | Sonde            | Agence      | Lancement       | Mission                       | Type     | Statut | Notes |
| ---------------- | ---------------- | ----------- | --------------- | ----------------------------- | -------- | ------ | --- |
| Hiten            | Hiten            | ISAS        | 24 janvier 1990 | 18 mars 1990 15 février 1993  | Survols  | Succès | Multiples survols de la Lune entre 1990 et 1993, puis transfert en orbite lunaire après l'échec d'Hagoromo. Impact volontaire à la fin de la mission |
| Hiten            | Hiten            | ISAS        | 24 janvier 1990 | 15 février 1993 10 avril 1993 | Orbiteur | Succès | Multiples survols de la Lune entre 1990 et 1993, puis transfert en orbite lunaire après l'échec d'Hagoromo. Impact volontaire à la fin de la mission |
|                  | Hagoromo         | ISAS        | 24 janvier 1990 | 18 mars 1990                  | Orbiteur | Échec  | Perte de contact après la mise en orbite |
| Clementine       | Clementine       | BMDO / NASA | 25 janvier 1994 | 19 février 1994 5 mai 1994    | Orbiteur | Succès | Observation de la Lune et de la Terre |
| Lunar Prospector | Lunar Prospector | NASA        | 11 janvier 1998 | 31 juillet 1999               | Orbiteur | Succès | Cartographie. Impact volontaire à la fin de la mission.                                                                                              |

### Années 2000
| Sonde           | Sonde           | Agence | Lancement         | Mission                           | Type      | Statut        | Notes                                                                         |
| --------------- | --------------- | ------ | ----------------- | --------------------------------- | --------- | ------------- | ----------------------------------------------------------------------------- |
| SMART-1         | SMART-1         | ESA    | 27 septembre 2003 | 13 novembre 2004 3 septembre 2006 | Orbiteur  | Succès        | Études géologiques. Impact volontaire à la fin de la mission.                 |
| SELENE (Kaguya) | SELENE (Kaguya) | JAXA   | 14 septembre 2007 | 3 octobre 2007 10 juin 2009       | Orbiteur  | Succès        | Observations minéralogiques, géographiques, magnétiques et gravitationnelles. |
|                 | Ouna            | JAXA   | 14 septembre 2007 | 3 octobre 2007 10 juin 2009       | Orbiteur  | Succès        | Observations minéralogiques, géographiques, magnétiques et gravitationnelles. |
| Okina           | Orbiteur        | JAXA   | 14 septembre 2007 | 3 octobre 2007 10 juin 2009       | Succès    |               | Observations minéralogiques, géographiques, magnétiques et gravitationnelles. |
| Chang'e 1       | Chang'e 1       | CNSA   | 24 octobre 2007   | 5 novembre 2007 1er mars 2009     | Orbiteur  | Succès        | Première mission lunaire chinoise.                                            |
| Chandrayaan-1   | Chandrayaan-1   | ISRO   | 22 octobre 2008   | 8 novembre 2008 29 août 2009      | Orbiteur  | Échec partiel | Première mission lunaire indienne. La mission se termine plus tôt que prévu.  |
|                 | MPI             | ISRO   | 22 octobre 2008   | 14 novembre 2008                  | Impacteur | Succès        |                                                                               |
| LRO             | LRO             | NASA   | 18 juin 2009      | 23 juin 2009 en cours             | Orbiteur  | En cours      |                                                                               |
| LCROSS          | LCROSS          | NASA   | 18 juin 2009      | 9 octobre 2009                    | Impacteur | Succès        |                                                                               |

### Années 2010
| Mission       | Mission                     | Agence  | Lancement         | Mission                           | Type                | Statut   | Notes |
| ------------- | --------------------------- | ------- | ----------------- | --------------------------------- | ------------------- | -------- | --- |
| Chang'e 2     | Chang'e 2                   | CNSA    | 1er octobre 2010  | 6 octobre 2010 26 août 2011       | Orbiteur            | Succès   | Seconde mission lunaire chinoise.                                                                                  |
| GRAIL-A       | GRAIL-A                     | NASA    | 10 septembre 2011 | 31 décembre 2011 17 décembre 2012 | Orbiteur            | Succès   | Cartographie du champ de gravité.                                                                                  |
| GRAIL-B       | GRAIL-B                     | NASA    | 10 septembre 2011 | 1er janvier 2012 17 décembre 2012 | Orbiteur            | Succès   | Cartographie du champ de gravité.                                                                                  |
| LADEE         | LADEE                       | NASA    | 6 septembre 2013  | 6 octobre 2013 17 avril 2014      | Orbiteur            | Succès   | Étude de l'exosphère, des poussières en suspension autour de la Lune.                                              |
| Chang'e 3     | Chang'e 3                   | CNSA    | 1er décembre 2013 | 14 décembre 2013 mars 2015        | Atterrisseur        | Succès   | Étude du sol lunaire, astronomie dans l'ultraviolet.                                                               |
|               | Yutu                        | CNSA    | 1er décembre 2013 | 14 décembre 2013 25 janvier 2014  | Astromobile (rover) | Succès   | Parcourt 114 m à la surface de la Lune.                                                                            |
| Chang'e 5-T1  | Chang'e 5-T1                | CNSA    | 23 octobre 2014   | 27 octobre 2014                   | Survol              | Succès   | Distance minimale 11 300 km. Retour sur la Terre le 31 octobre 2014. Test des procédures utilisées pour Chang'e 5. |
| Queqiao       | Queqiao                     | CNSA    | 20 mai 2018       | 14 juin 2018 en cours             | Orbiteur            | En cours | Relais pour Chang'e 4.                                                                                             |
|               | Longjiang 1                 | CNSA    | 20 mai 2018       | 25 mai 2018                       | Obiteur             | Échec    | Echoue à s'insérer en orbite lunaire.                                                                              |
| Longjiang 2   | 25 mai 2018 31 juillet 2019 | CNSA    | 20 mai 2018       | Orbiteur                          | Succès              |          | |
| Chang'e 4     | Chang'e 4                   | CNSA    | 7 décembre 2018   | 3 janvier 2019 en cours           | Atterrisseur        | En cours | Premier atterrissage sur la face cachée de la Lune.                                                                |
|               | Yutu 2                      | CNSA    | 7 décembre 2018   | 3 janvier 2019 en cours           | Astromobile (rover) | En cours | Parcourt 180 m à la surface de la Lune.                                                                            |
| Beresheet     | Beresheet                   | SpaceIL | 22 février 2019   | 11 avril 2019                     | Atterrisseur        | Échec    | S'écrase sur la Lune.                                                                                              |
| Chandrayaan-2 | Chandrayaan-2               | ISRO    | 22 juillet 2019   | 20 aout 2019 en cours             | Orbiteur            | En cours | |
|               | Vikram                      | ISRO    | 22 juillet 2019   | 6 septembre 2019                  | Atterrisseur        | Échec    | S'écrase sur la Lune.                                                                                              |
| Pragyan       | 6 septembre 2019            | ISRO    | 22 juillet 2019   | Astromobile (rover)               | Échec               |          | S'écrase sur la Lune.                                                                                              |

### Années 2020
| Mission                                  | Mission                 | Agence                                               | Lancement          | Mission          | Type                                             | Statut    | Notes                                                       |
| ---------------------------------------- | ----------------------- | ---------------------------------------------------- | ------------------ | ---------------- | ------------------------------------------------ | --------- | ----------------------------------------------------------- |
| Chang'e 5                                | Chang'e 5               | CNSA                                                 | 23 novembre 2020   | 16 décembre 2020 | Retour d'échantillon                             | Succès    | Premier retour d'échantillon lunaire depuis Luna 24 en 1976 |
| Danuri                                   | Danuri                  | KARI                                                 | 4 août 2022        | 16 décembre 2022 | Orbiteur                                         | Succès    |                                                             |
| HAKUTO-R M1                              | HAKUTO-R M1             | ispace                                               | 22 novembre 2022   |                  | Atterrisseur                                     | Échec     |                                                             |
|                                          | Rashid                  | MBRSC                                                | 22 novembre 2022   |                  | Astromobile (rover)                              | Échec     |                                                             |
|                                          | Sora-Q                  | JAXA, Mitsubishi Electric, Sony, Université Dōshisha | 22 novembre 2022   |                  | Astromobile (rover)                              | Échec     |                                                             |
| Luna 25                                  | Luna 25                 | Roscosmos                                            | 11 août 2023       |                  | Atterrisseur                                     | Échec     | a freiné trop fort au moment du pré-alunissage              |
| Chandrayaan-3                            | Chandrayaan-3           | ISRO                                                 | 14 juillet 2023    |                  | Astromobile (rover)                              | Succès    | Atterrissage proche du pôle Sud lunaire                     |
| SLIM                                     | SLIM                    | JAXA                                                 | 7 septembre 2023   |                  | Atterrisseur                                     | Succès    | Problème léger d'alunissage                                 |
| Peregrine                                | Peregrine               | Astrobotic Technology                                | 8 janvier 2024     | Peregrine 1      | Atterrisseur                                     | Échec     | CLPS, n'est pas sortit de l'orbite terrestre                |
| Nova-C                                   | Nova-C                  | Intuitive Machines                                   | 15 février 2024    | IM-1             | Atterrisseur                                     | Succès    | CLPS                                                        |
| Chang'e 6                                | Chang'e 6               | CNSA                                                 | 3 mai 2024         |                  | Retour d'échantillons                            | Succès    | Retour de 1 953 g de matière lunaire                        |
| Missions futures planifiées ou à l'étude |                         |                                                      |                    |                  |                                                  |           |                                                             |
| XL-1                                     | XL-1                    | Masten Space Systems                                 | 2023               |                  | Atterrisseur                                     | Prévu     | Programme Artemis                                           |
| Blue Ghost M1                            | Blue Ghost M1           | Astrobotic Technology                                | 15 janvier 2025    |                  | Atterrisseur                                     | Prévu     | CLPS                                                        |
| Nova-C                                   | Nova-C                  | Intuitive Machines                                   | 1er trimestre 2025 | IM-2             | Atterrisseur                                     | Prévu     | CLPS                                                        |
| Nova-C                                   | Nova-C                  | Intuitive Machines                                   | 2025               | IM-3             | Atterrisseur                                     | Prévu     | CLPS                                                        |
| HAKUTO-R M3 & M4                         | HAKUTO-R M3 & M4        | ispace                                               | 2025               |                  | Astromobile (rover)                              |           |                                                             |
| VIPER                                    | VIPER                   | NASA                                                 | septembre 2025     |                  | Astromobile (rover)                              | Prévu     | Programme Artemis                                           |
| Chang'e 7                                | Chang'e 7               | CNSA                                                 | 2026               |                  | Atterrisseur                                     | Prévu     |                                                             |
| HERACLES                                 | HERACLES                | ESA JAXA                                             | vers 2026          |                  | Astromobile                                      | Annulé    |                                                             |
| Luna 26                                  | Luna 26                 | Roscosmos                                            | 2027               |                  | Orbiteur                                         | Prévu     |                                                             |
| Luna 27                                  | Luna 27                 | Roscosmos                                            | 2028               |                  | Atterrisseur                                     | Prévu     |                                                             |
| Blue Moon                                | Blue Moon               | NASA                                                 | 2029               |                  | Atterrisseur support de charges utiles variables | Prévu     | Programme Artemis                                           |
| Lunar Polar Exploration                  | Lunar Polar Exploration | ISRO JAXA                                            | vers 2029          |                  | Astromobile (rover)                              | À l'étude |                                                             |
| Luna 28                                  | Luna 28                 | Roscosmos                                            | vers 2030          |                  | Atterrisseur Retour d'échantillons               | À l'étude |                                                             |
| Chang'e 8                                | Chang'e 8               | CNSA                                                 | vers 2028          |                  | Atterrisseur                                     | Prévu     |                                                             |
| Luna 29                                  | Luna 29                 | Roscosmos                                            | ?                  |                  | Astromobile (rover) et Retour d'échantillons     | À l'étude |                                                             |
| Luna 30                                  | Luna 30                 | Roscosmos                                            | ?                  |                  | ?                                                | À l'étude |                                                             |
| Luna 31                                  | Luna 31                 | Roscosmos                                            | ?                  |                  | ?                                                | À l'étude |                                                             |

### CubeSats
Les CubeSats sont des engins spatiaux de très petite taille (de 1 à quelques dizaines de kilogrammes) dont l'architecture répond à des contraintes de dimension et de masse normalisées et très restrectives : l'unité de base est un cube de 10 centimètres de côté pesant un kilogramme (CubeSat 1U). Un CubeSat dit 6U est un engin dont les dimensions et la masse sont équivalentes à six de ces cubes unitaires.
| Sonde                       | Agence | Lancement        | Mission          | Type     | Statut   | Notes |
| --------------------------- | ------ | ---------------- | ---------------- | -------- | -------- | --- |
| CAPSTONE                    | NASA   | 28 juin 2022     | 13 novembre 2022 | Orbiteur | En cours | CubeSat 12U. Test de la navigation en orbite de halo presque rectiligne qui sera utilisée pour le programme Artemis. En route vers la Lune. |
| Lunar IceCube               | NASA   | 14 novembre 2022 |                  | Orbiteur | Prévu    | CubeSats 6U. Charges utiles secondaires sur le lancement d'Artemis 1.                                                                       |
| Lunar Polar Hydrogen Mapper | NASA   | 14 novembre 2022 |                  | Orbiteur | Prévu    | CubeSats 6U. Charges utiles secondaires sur le lancement d'Artemis 1.                                                                       |
| Lunar Flashlight            | NASA   | 2023             |                  | Orbiteur | Prévu    | CubeSat 6U |

### Assistance gravitationnelle
Cette liste regroupe les missions qui ont utilisé la Lune pour effectuer une manœuvre d'assistance gravitationnelle sans avoir pour objectif de collecter des données scientifiques significatives.
| Sonde     | Agence  | Date survol       | Statut   | Notes |
| --------- | ------- | ----------------- | -------- | --- |
| ICE       | NASA    | 22 décembre 1983  | Effectué | |
| AsiaSat 3 | AsiaSat | Mai/juin 1998     |          | Satellite de communications errant, survole la Lune à 6 200 km lors d'une manœuvre de correction d'orbite |
| Nozomi    | ISAS    | 24 septembre 1998 | Effectué | Assistance gravitationnelle. En transit à destination de Mars.                                            |
| Nozomi    | ISAS    | 18 décembre 1998  | Effectué | Assistance gravitationnelle. En transit à destination de Mars.                                            |
| TESS      | NASA    | 17 mai 2018       |          | |

## Planètes du système solaire interne

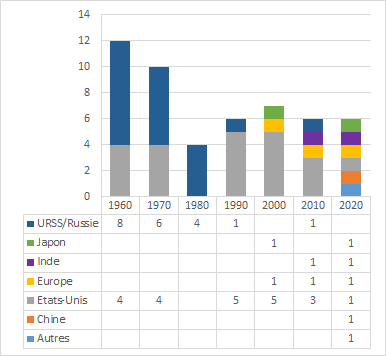
Nbre de sondes spatiales à destination de Mars par pays et par décennie.

### Mars
La planète Mars est après la Lune le corps du système solaire le plus visité par les sondes spatiales. L'Union soviétique et les Etats-Unis lancent de nombreuses missions vers cette planète durant la première phase de l'ère spatiale avec une réussite inégale. Les États-Unis arrivent à poser en 1976 à sa surface les deux atterrisseurs du très couteux programme Viking qui collectent de nombreuses données. L'absence de succès soviétiques et la découverte d'une planète peu attractive par la NASA entrainent une longue pause dans l'exploration de Mars entre 1976 et 1988. Trois missions lourdes sont envoyées par les deux pays au cours des années suivantes qui sont toutes des échecs. À compter de la fin des années 1990, Mars devient un quasi-monopole de la NASA qui lance à fréquence rapprochée des missions de plus en plus sophistiquées - orbiteurs lourds, atterrisseurs, astromobiles -  et obtient des résultats de grande importance scientifique dont la confirmation de la présence de réservoirs d'eau et l'existence d'une phase humide au début de l'histoire de la planète. L'Agence spatiale européenne de son côté y maintient deux orbiteurs. Ce monopole américain devrait être partiellement battu en brèche au début de la décennie 2020 avec l'arrivée de deux astromobiles chinois et européens. 
| Sondes                                             | Sondes                                             | Agence          | Lancement         | Mission                           | Type                        | Statut                                                | Notes |
| -------------------------------------------------- | -------------------------------------------------- | --------------- | ----------------- | --------------------------------- | --------------------------- | ----------------------------------------------------- | --- |
| Marsnik 1                                          | Marsnik 1                                          | URSS            | 10 octobre 1960   | –                                 | Survol                      | Échec                                                 | Échec du lancement |
| Marsnik 2                                          | Marsnik 2                                          | URSS            | 14 octobre 1960   | –                                 | Survol                      | Échec                                                 | Échec du lancement |
| Spoutnik 22                                        | Spoutnik 22                                        | URSS            | 24 octobre 1962   | –                                 | Survol                      | Échec                                                 | Échec du lancement |
| Mars 1                                             | Mars 1                                             | URSS            | 1er novembre 1962 | –                                 | Survol                      | Échec                                                 | Contact perdu en cours de route. Passe à 193 000 km de Mars le 19 juin 1963                                                         |
| Spoutnik 24                                        | Spoutnik 24                                        | URSS            | 4 novembre 1962   | –                                 | Atterrisseur                | Échec                                                 | Echec du lancement |
| Mariner 3                                          | Mariner 3                                          | NASA            | 5 novembre 1964   | –                                 | Survol                      | Échec                                                 | Insérée sur une mauvaise trajectoire, à la suite d'un problème technique                                                            |
| Zond 2                                             | Zond 2                                             | URSS            | 30 novembre 1964  | –                                 | Survol                      | Échec                                                 | Contact perdu en cours de transit vers Mars. Survol de Mars à 1 500 km le 6 août 1965.                                              |
| Mariner 4                                          | Mariner 4                                          | NASA            | 28 novembre 1964  | 15 juillet 1965                   | Survol                      | Succès                                                | Premier survol réussi de Mars. Distance minimum 9 850 km.                                                                           |
| Mariner 6                                          | Mariner 6                                          | NASA            | 25 février 1969   | 31 juillet 1969                   | Survol                      | Succès                                                | Distance minimum 3 430 km |
| Mariner 7                                          | Mariner 7                                          | NASA            | 27 mars 1969      | 5 août 1969                       | Survol                      | Succès                                                | Distance minimum 3 430 km |
| Mars 1969A                                         | Mars 1969A                                         | URSS            | 27 mars 1969      | –                                 | Orbiteur                    | Échec                                                 | Échec du lancement |
| Mars 1969B                                         | Mars 1969B                                         | URSS            | 2 avril 1969      | –                                 | Orbiteur                    | Échec                                                 | Échec du lancement |
| Mariner 8                                          | Mariner 8                                          | NASA            | 9 mai 1971        | –                                 | Orbiteur                    | Échec                                                 | Échec du lancement |
| Cosmos 419                                         | Cosmos 419                                         | URSS            | 10 mai 1971       | –                                 | Orbiteur                    | Échec                                                 | Ne parvient pas à quitter l'orbite terrestre                                                                                        |
| Mariner 9                                          | Mariner 9                                          | NASA            | 30 mai 1971       | 14 novembre 1971 27 octobre 1972  | Orbiteur                    | Succès                                                | Première sonde en orbite d'une autre planète                                                                                        |
| Mars 2                                             | Mars 2                                             | URSS            | 19 mai 1971       | 27 novembre 1971 22 août 1972     | Orbiteur                    | Succès                                                | |
|                                                    | Mars 2 Lander                                      | URSS            | 19 mai 1971       | 27 novembre 1971                  | Atterrisseur                | Échec                                                 | S'écrase sur Mars |
| Mars 3                                             | Mars 3                                             | URSS            | 28 mai 1971       | 2 décembre 1971 22 août 1972      | Orbiteur                    | Échec partiel                                         | N'atteint pas l'orbite désirée: carburant insuffisant                                                                               |
|                                                    | Mars 3 Lander                                      | URSS            | 28 mai 1971       | 2 décembre 1971                   | Atterrisseur                | Échec                                                 | Contact perdu immédiatement après l'atterrissage                                                                                    |
| Mars 4                                             | Mars 4                                             | URSS            | 21 juillet 1973   | 10 février 1974                   | Orbiteur                    | Échec                                                 | Echec de l'insertion en orbite |
| Mars 5                                             | Mars 5                                             | URSS            | 25 juillet 1973   | 2 février 1974 21 février 1974    | Orbiteur                    | Succès                                                | |
| Mars 6                                             | Mars 6                                             | URSS            | 5 aout 1973       | 12 mars 1974                      | Survol                      | Succès                                                | |
|                                                    | Mars 6 Lander                                      | URSS            | 5 aout 1973       | 12 mars 1974                      | Atterrisseur                | Échec                                                 | Crash. Contact perdu |
| Mars 7                                             | Mars 7                                             | URSS            | 9 aout 1973       | 9 mars 1974                       | Survol                      | Succès                                                | |
|                                                    | Mars 7 Lander                                      | URSS            | 9 aout 1973       | 9 mars 1974                       | Atterrisseur                | Échec                                                 | Passe à une trop grande distance de Mars                                                                                            |
| Viking 1 Orbiter                                   | Viking 1 Orbiter                                   | NASA            | 20 aout 1975      | 20 juillet 1976 7 août 1980       | Orbiteur                    | Succès                                                | |
|                                                    | Viking 1 Lander                                    | NASA            | 20 aout 1975      | 20 juillet 1976 13 novembre 1982  | Atterrisseur                | Succès                                                | Premières images de la surface |
| Viking 2 Orbiter                                   | Viking 2 Orbiter                                   | NASA            | 9 septembre 1975  | 7 août 1976 25 juillet 1978       | Orbiteur                    | Succès                                                | |
|                                                    | Viking 2 Lander                                    | NASA            | 9 septembre 1975  | 3 septembre 1976 11 avril 1980    | Atterrisseur                | Succès                                                | |
| Phobos 1                                           | Phobos 1                                           | URSS            | 7 juillet 1988    |                                   | Orbiteur                    | Échec                                                 | Contact perdu en cours de route vers Mars                                                                                           |
| Phobos 2                                           | Phobos 2                                           | URSS            | 12 juillet 1988   | 29 janvier 1989 27 mars 1989      | Orbiteur                    | Échec partiel                                         | Mise en orbite réussie, mais contact perdu avant le rapprochement avec Phobos et le déploiement des atterrisseurs                   |
| Mars Observer                                      | Mars Observer                                      | NASA            | 25 septembre 1992 | –                                 | Orbiteur                    | Échec                                                 | Contact perdu avant l'insertion en orbite                                                                                           |
| Mars Global Surveyor                               | Mars Global Surveyor                               | NASA            | 7 novembre 1996   | 12 septembre 1997 2 novembre 2006 | Orbiteur                    | Succès                                                | |
| Mars 96                                            | Mars 96                                            | RKA             | 16 novembre 1996  | –                                 | Orbiteur                    | Échec                                                 | Ne parvient pas à quitter l'orbite terrestre                                                                                        |
| Mars Pathfinder                                    | Mars Pathfinder                                    | NASA            | 4 décembre 1996   | 4 juillet 1997 27 septembre 1997  | Atterrisseur                | Succès                                                | |
|                                                    | Sojourner                                          | NASA            | 4 décembre 1996   | 6 juillet 1997 27 septembre 1997  | Astromobile (rover)         | Succès                                                | Premier astromobile martien |
| Nozomi                                             | Nozomi                                             | ISAS            | 3 juillet 1998    | 14 décembre 2003                  | Orbiteur                    | Échec                                                 | Ne parvient pas à se placer en orbite, simple survol                                                                                |
| Mars Climate Orbiter                               | Mars Climate Orbiter                               | NASA            | 11 décembre 1998  | 23 septembre 1999                 | Orbiteur                    | Échec                                                 | Se désintègre dans l'atmosphère martienne                                                                                           |
| Mars Polar Lander                                  | Mars Polar Lander                                  | NASA            | 3 janvier 1999    | 3 décembre 1999                   | Atterrisseur                | Échec                                                 | Contact perdu juste avant l'entrée dans l'atmosphère                                                                                |
|                                                    | Deep Space 2 "Amundsen"                            | NASA            | 3 janvier 1999    | 3 décembre 1999                   | Pénétrateur                 | Échec                                                 | Contact perdu juste avant l'entrée dans l'atmosphère                                                                                |
| Deep Space 2 "Scott"                               | Pénétrateur                                        | NASA            | 3 janvier 1999    | 3 décembre 1999                   | Échec                       |                                                       | Contact perdu juste avant l'entrée dans l'atmosphère                                                                                |
| 2001 Mars Odyssey                                  | 2001 Mars Odyssey                                  | NASA            | 7 avril 2001      | 24 octobre 2001 en cours          | Orbiteur                    | En cours                                              | |
| Mars Express                                       | Mars Express                                       | ESA             | 2 juin 2003       | 25 décembre 2003 en cours         | Orbiteur                    | En cours                                              | |
|                                                    | Beagle 2                                           | Royaume-Uni     | 2 juin 2003       | 25 décembre 2003                  | Atterrisseur                | Échec                                                 | Contact perdu avant l'atterrissage                                                                                                  |
| MER-A "Spirit"                                     | MER-A "Spirit"                                     | NASA            | 10 juin 2003      | 4 janvier 2004 22 mars 2010       | Astromobile (rover)         | Succès                                                | Parcourt 7,7 km à la surface de Mars                                                                                                |
| MER-B "Opportunity"                                | MER-B "Opportunity"                                | NASA            | 7 juillet 2003    | 25 janvier 2004 10 juin 2018      | Astromobile (rover)         | Succès                                                | Parcourt 45 km à la surface de Mars                                                                                                 |
| Mars Reconnaissance Orbiter                        | Mars Reconnaissance Orbiter                        | NASA            | 12 aout 2005      | 10 mars 2006 en cours             | Orbiteur                    | En cours                                              | |
| Phoenix                                            | Phoenix                                            | NASA            | 4 aout 2007       | 25 mai 2008 2 novembre 2008       | Atterrisseur                | Succès                                                | |
| MSL Curiosity                                      | MSL Curiosity                                      | NASA            | 26 novembre 2011  | 6 août 2012 en cours              | Astromobile                 | En cours                                              | |
| Mars Orbiter Mission                               | Mars Orbiter Mission                               | ISRO            | 8 novembre 2013   | 24 septembre 2014 en cours        | Orbiteur                    | En cours                                              | |
| MAVEN                                              | MAVEN                                              | NASA            | 18 novembre 2013  | 21 septembre 2014 en cours        | Orbiteur                    | En cours                                              | |
| ExoMars 2016                                       | ExoMars 2016                                       | ESA Roscosmos   | 14 mars 2016      |                                   |                             |                                                       | |
|                                                    | Trace Gas Orbiter                                  | ESA             | 14 mars 2016      | 19 octobre 2016 en cours          | Orbiteur                    | En cours                                              | Étude de l'atmosphère martienne |
| Schiaparelli                                       | ESA                                                | 19 octobre 2016 | 14 mars 2016      | Atterrisseur                      | Échec                       | S'écrase sur Mars                                     | |
| InSight                                            | InSight                                            | NASA            | 5 mai 2018        | 26 novembre 2018 en cours         | Atterrisseur                | En cours                                              | Étude de la géologie de Mars |
|                                                    | Mars Cube One                                      | NASA            | 5 mai 2018        | 26 novembre 2018                  | Survol                      | Succès                                                | Premiers nanosatellites utilisés pour une mission interplanétaire                                                                   |
| Mars Hope                                          | Mars Hope                                          | MBRSC           | 19 juillet 2020   | 9 février 2021 en cours           | Orbiteur                    | En cours                                              | |
| Tianwen-1                                          | Tianwen-1                                          | CNSA            | 23 juillet 2020   | 10 février 2021 en cours          | Orbiteur                    | En cours                                              | |
|                                                    | Zhurong                                            | CNSA            | 23 juillet 2020   | 15 mai 2021 en cours              | Astromobile (rover)         | En cours                                              | |
| Mars 2020 (Perseverance)                           | Mars 2020 (Perseverance)                           | NASA            | 30 juillet 2020   | 18 février 2021 en cours          | Rover                       | En cours                                              | Première mission du programme de retour d'échantillons Mars Sample Return                                                           |
|                                                    | Ingenuity                                          | NASA            | 30 juillet 2020   | 19 avril 2021 en cours            | Hélicoptère                 | En cours                                              | |
| Missions futures planifiées ou à l'étude           |                                                    |                 |                   |                                   |                             |                                                       | |
| Rosalind Franklin                                  | Rosalind Franklin                                  | ESA Roscosmos   | Indéterminé       | Indéterminé                       | Astromobile                 | Suspendu                                              | Projet suspendu en 2022 avec l'arrêt de la collaboration entre ESA et Roscosmos à la suite de l'invasion de l'Ukraine par la Russie |
| Mars Orbiter Mission 2                             | Mars Orbiter Mission 2                             | ISRO            | 2024              |                                   | Orbiteur Atterrisseur Rover | Prévu                                                 | |
| ESCAPADE                                           | ESCAPADE                                           | NASA            | Octobre 2024      |                                   | Orbiteur                    | Prévu                                                 | |
| MMX                                                | MMX                                                | JAXA            | 2025              |                                   | Orbiteur                    | Prévu                                                 | |
| Sample Retrieval Lander                            | Sample Retrieval Lander                            | NASA            | 2026              |                                   | Atterrisseur                | Prévu                                                 | Deuxième mission du programme de retour d'échantillons Mars Sample Return                                                           |
|                                                    | Sample Fetch Rover                                 | NASA            | 2026              |                                   | Astromobile                 | Prévu                                                 | Astromobile chargé de récupérer les échantillons laissés par Perseverance                                                           |
| Mars Ascent Vehicle                                |                                                    | NASA            | 2026              | Lanceur orbital                   | Prévu                       | Lancement des échantillons martiens en orbite de Mars | |
| Earth Return Orbiter                               | Earth Return Orbiter                               | ESA             | 2026              |                                   | Orbiteur                    | Prévu                                                 | Troisième mission du programme Mars Sample Return, chargée de ramener les échantillons depuis l'orbite martienne jusqu'à la Terre   |
| Earth Return Orbiter                               | Earth Return Orbiter                               | ESA             | 2026              |                                   | Retour d'échantillons       | Prévu                                                 | Troisième mission du programme Mars Sample Return, chargée de ramener les échantillons depuis l'orbite martienne jusqu'à la Terre   |
| Mission chinoise de retour d'échantillons martiens | Mission chinoise de retour d'échantillons martiens | CNSA            | 2028              |                                   | Retour d'échantillons       | Prévu                                                 | |

#### Phobos
| Sondes                                   | Agence | Lancement       | Mission      | Type                  | Statut | Notes                                        |
| ---------------------------------------- | ------ | --------------- | ------------ | --------------------- | ------ | -------------------------------------------- |
| Phobos 1                                 | URSS   | 7 juillet 1988  | -            | Atterrisseur          | Échec  | Contact perdu en cours de route vers Mars    |
| Phobos 2                                 | URSS   | 12 juillet 1988 | 27 mars 1989 | Atterrisseur          | Échec  | Contact perdu durant l'atterrissage          |
| Phobos-Grunt                             | RKA    | 5 novembre 2011 | -            | Retour d'échantillons | Échec  | Ne parvient pas à quitter l'orbite terrestre |
| Missions futures planifiées ou à l'étude |        |                 |              |                       |        |                                              |
| Martian Moons Exploration                | JAXA   | 2026            |              | Retour d'échantillons | Prévu  |                                              |

#### Assistance gravitationnelle
Cette liste regroupe les missions qui ont utilisé Mars pour effectuer une manœuvre d'assistance gravitationnelle sans avoir pour objectif de collecter des données scientifiques significatives.
| Sondes         | Sondes         | Agence | Date survol     | Statut | Notes                                                            |
| -------------- | -------------- | ------ | --------------- | ------ | ---------------------------------------------------------------- |
| Rosetta        | Rosetta        | ESA    | 25 février 2007 | Succès | En transit à destination de la comète Tchourioumov-Guérassimenko |
| Dawn           | Dawn           | NASA   | 18 février 2009 | Succès | En transit à destination de Vesta                                |
| Europa Clipper | Europa Clipper | NASA   | février 2025    | Prévu  | En transit à destination de Jupiter                              |
| Psyche         | Psyche         | NASA   | mai 2026        | Prévu  | En transit à destination de Psyché                               |

### Vénus

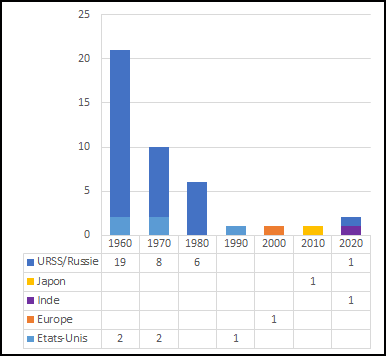
Nbre de sondes spatiales à destination de Vénus par pays et par décennie.

La planète Vénus, relativement proche de la Terre, est difficile à étudier : son atmosphère opaque masque sa surface et est particulièrement agressive pour tout ce qui la traverse tandis qu'à la surface la pression atmosphérique et la température y sont telles que parvenir à faire survivre quelques heures une sonde spatiale constitue en soi un exploit. Le programme Venera (1961-1981) est la grande réussite du programme d'exploration de l'Union soviétique avec des sondes spatiales qui ont réussi à transmettre des informations succinctes sur la surface. La NASA a envoyé vers Vénus un nombre réduit de sondes spatiales par comparaison avec Mars aux objectifs plus modestes que les missions soviétiques mais avec une grande réussite. Depuis la fin des années 1980, Vénus est délaissée malgré son intérêt sur le plan scientifique : seules deux nouvelles sondes spatiales (japonaise et européenne) de type orbiteur ont été lancées vers la planète.
| Sonde                                    | Sonde                    | Agence | Lancement          | Mission                          | Type                             | Statut                                                    | Notes |
| ---------------------------------------- | ------------------------ | ------ | ------------------ | -------------------------------- | -------------------------------- | --------------------------------------------------------- | --- |
| Spoutnik 7                               | Spoutnik 7               | URSS   | 4 février 1961     | -                                | Atterrisseur                     | Échec                                                     | Ne parvient pas à quitter l'orbite terrestre                                                                           |
| Venera 1                                 | Venera 1                 | URSS   | 12 février 1961    | -                                | Survol                           | Échec                                                     | Contact perdu durant son transit vers Vénus. Survol de Vénus le 19 mai 1961 à 100 000 km.                              |
| Mariner 1                                | Mariner 1                | NASA   | 22 juillet 1962    | -                                | Survol                           | Échec                                                     | Échec du lancement |
| Spoutnik 19                              | Spoutnik 19              | URSS   | 25 août 1962       | -                                | Atterrisseur                     | Échec                                                     | Ne parvient pas à quitter l'orbite terrestre                                                                           |
| Spoutnik 20 (en)                         | Spoutnik 20 (en)         | URSS   | 1er septembre 1962 | -                                | Atterrisseur                     | Échec                                                     | Ne parvient pas à quitter l'orbite terrestre                                                                           |
| Spoutnik 21 (en)                         | Spoutnik 21 (en)         | URSS   | 12 septembre 1962  | -                                | Survol                           | Échec                                                     | Échec du lancement |
| Mariner 2                                | Mariner 2                | NASA   | 27 aout 1962       | 14 décembre 1962                 | Survol                           | Succès                                                    | Premier survol de Vénus. Distance minimum 34 773 km                                                                    |
| Cosmos 21 (en)†                          | Cosmos 21 (en)†          | URSS   | 11 novembre 1962   | -                                | Survol?                          | Échec                                                     | Ne parvient pas à quitter l'orbite terrestre                                                                           |
| Zond 3MV-1 No.2 (en)†                    | Zond 3MV-1 No.2 (en)†    | URSS   | 19 février 1964    | -                                | Survol                           | Échec                                                     | Echec du lancement |
| Cosmos 27 (en)                           | Cosmos 27 (en)           | URSS   | 27 mars 1964       | -                                | Survol                           | Échec                                                     | Ne parvient pas à quitter l'orbite terrestre                                                                           |
| Zond 1                                   | Zond 1                   | URSS   | 2 avril 1964       | -                                | Survol et atterrisseur           | Échec                                                     | Contact perdu durant son transit vers Vénus. Survol de Vénus le 19 juillet 1964 à 100 000 km                           |
| Cosmos 96                                | Cosmos 96                | URSS   | 23 novembre 1965   | -                                | Atterrisseur                     | Échec                                                     | Ne parvient pas à quitter l'orbite terrestre                                                                           |
| Venera 2                                 | Venera 2                 | URSS   | 12 novembre 1965   | 27 février 1966                  | Survol                           | Échec                                                     | Échoue à rétablir le contact après le survol                                                                           |
| Venera 3                                 | Venera 3                 | URSS   | 16 novembre 1965   | -                                | Atterrisseur                     | Échec                                                     | Contact perdu durant son transit vers Vénus. Impact de Vénus le 1er mars 1966.                                         |
| Venera 4                                 | Venera 4                 | URSS   | 12 juin 1967       | 18 octobre 1967                  | Sonde atmosphérique              | Succès                                                    | Transmission jusqu'à 25 km d'altitude                                                                                  |
| Mariner 5                                | Mariner 5                | NASA   | 14 juin 1967       | 19 octobre 1967                  | Survol                           | Succès                                                    | Distance minimum 5 000 km                                                                                              |
| Cosmos 167 (en)                          | Cosmos 167 (en)          | URSS   | 17 juin 1967       | -                                | Atterrisseur                     | Échec                                                     | Ne parvient pas à quitter l'orbite terrestre                                                                           |
| Venera 5                                 | Venera 5                 | URSS   | 5 janvier 1969     | 16 mai 1969                      | Sonde atmosphérique              | Succès                                                    | |
| Venera 6                                 | Venera 6                 | URSS   | 10 janvier 1969    | 17 mai 1969                      | Sonde atmosphérique              | Succès                                                    | |
| Venera 7                                 | Venera 7                 | URSS   | 17 aout 1970       | 15 décembre 1970                 | Atterrisseur                     | Succès                                                    | Premier atterrissage réussi sur une planète. Signaux émis de la surface pendant 23 minutes                             |
| Kosmos 359 (en)                          | Kosmos 359 (en)          | URSS   | 22 août 1970       | -                                | Atterrisseur?                    | Échec                                                     | Ne parvient pas à quitter l'orbite terrestre                                                                           |
| Venera 8                                 | Venera 8                 | URSS   | 27 mars 1972       | 22 juillet 1972                  | Atterrisseur                     | Succès                                                    | Signaux émis depuis la surface durant 50 minutes                                                                       |
| Cosmos 482                               | Cosmos 482               | URSS   | 31 mars 1972       | -                                | Atterrisseur?                    | Échec                                                     | Ne parvient pas à quitter l'orbite terrestre                                                                           |
| Venera 9,                                | Venera 9,                | URSS   | 8 juin 1975        | 22 octobre 1975 25 décembre 1975 | Orbiteur                         | Succès                                                    | |
| Venera 9,                                | Venera 9,                | URSS   | 8 juin 1975        | 22 octobre 1975                  | Atterrisseur                     | Succès                                                    | Premières images de la surface                                                                                         |
| Venera 10,                               | Venera 10,               | URSS   | 14 juin 1975       | 25 octobre 1975 25 décembre 1975 | Orbiteur                         | Succès                                                    | |
| Venera 10,                               | Venera 10,               | URSS   | 14 juin 1975       | 25 octobre 1975                  | Atterrisseur                     | Succès                                                    | |
| Pioneer Venus Orbiter                    | Pioneer Venus Orbiter    | NASA   | 20 mars 1978       | 4 décembre 1978 8 octobre 1992   | Orbiteur                         | Succès                                                    | |
| Pioneer Venus Multiprobe                 | Pioneer Venus Multiprobe | NASA   | 8 aout 1978        | 9 décembre 1978                  |                                  |                                                           | |
|                                          | Large Probe              | NASA   | 8 aout 1978        | 9 décembre 1978                  | Sonde atmosphérique              | Succès                                                    | |
| North Probe                              | Sonde atmosphérique      | NASA   | 8 aout 1978        | 9 décembre 1978                  | Succès                           |                                                           | |
| Day Probe                                | Sonde atmosphérique      | NASA   | 8 aout 1978        | 9 décembre 1978                  | Succès                           | Continue d'émettre de la surface pendant plus d'une heure | |
| Night Probe                              | Sonde atmosphérique      | NASA   | 8 aout 1978        | 9 décembre 1978                  | Succès                           |                                                           | |
| Venera 11,                               | Venera 11,               | SAS    | 9 septembre 1978   | 25 décembre 1978 février 1980    | Survol                           | Succès                                                    | Distance minimum 34 000 km                                                                                             |
| Venera 11,                               | Venera 11,               | SAS    | 9 septembre 1978   | 25 décembre 1978                 | Atterrisseur                     | Échec partiel                                             | Panne de certains instruments                                                                                          |
| Venera 12,                               | Venera 12,               | SAS    | 14 septembre 1978  | 21 décembre 1978 avril 1980      | Survol                           | Succès                                                    | Distance minimum 34 000 km                                                                                             |
| Venera 12,                               | Venera 12,               | SAS    | 14 septembre 1978  | 21 décembre 1978                 | Atterrisseur                     | Échec partiel                                             | Panne de certains instruments                                                                                          |
| Venera 13,                               | Venera 13,               | SAS    | 30 octobre 1981    | 1er mars 1982                    | Survol                           | Succès                                                    | Distance minimum 36 000 km                                                                                             |
| Venera 13,                               | Venera 13,               | SAS    | 30 octobre 1981    | 1er mars 1982                    | Atterrisseur                     | Succès                                                    | 127 minutes de durée de vie sur la surface                                                                             |
| Venera 14,                               | Venera 14,               | SAS    | 4 novembre 1981    | 5 mars 1982                      | Survol                           | Succès                                                    | |
| Venera 14,                               | Venera 14,               | SAS    | 4 novembre 1981    | 5 mars 1982                      | Atterrisseur                     | Succès                                                    | 57 minutes de durée de vie sur la surface                                                                              |
| Venera 15                                | Venera 15                | SAS    | 2 juin 1983        | 10 octobre 1983 juillet 1984     | Orbiteur                         | Succès                                                    | Imagerie radar de 25% de la surface                                                                                    |
| Venera 16                                | Venera 16                | SAS    | 7 juin 1983        | 11 octobre 1983 juillet 1984     | Orbiteur                         | Succès                                                    | Imagerie radar de 25% de la surface                                                                                    |
| Vega 1,                                  | Vega 1,                  | SAS    | 15 décembre 1984   | 11 juin 1985                     | Survol                           | Succès                                                    | Sonde à destination de la comète de Halley                                                                             |
| Vega 1,                                  | Vega 1,                  | SAS    | 15 décembre 1984   | 11 juin 1985                     | Atterrisseur                     | Succès                                                    | Instruments déployés prématurément                                                                                     |
| Vega 1,                                  | Vega 1,                  | SAS    | 15 décembre 1984   | 11 juin 1985 13 juin 1985        | Ballon atmosphérique             | Succès                                                    | |
| Vega 2,                                  | Vega 2,                  | SAS    | 20 décembre 1984   | 15 juin 1985                     | Survol                           | Succès                                                    | Sonde à destination de la comète de Halley                                                                             |
| Vega 2,                                  | Vega 2,                  | SAS    | 20 décembre 1984   | 15 juin 1985                     | Atterrisseur                     | Succès                                                    | |
| Vega 2,                                  | Vega 2,                  | SAS    | 20 décembre 1984   | 15 juin 1985 17 juin 1985        | Ballon atmosphérique             | Succès                                                    | |
| Magellan                                 | Magellan                 | NASA   | 4 mai 1989         | 10 août 1990 12 octobre 1994     | Orbiteur                         | Succès                                                    | Imagerie radar de 98 % de la surface                                                                                   |
| Venus Express                            | Venus Express            | ESA    | 9 novembre 2005    | 11 avril 2006 16 décembre 2014   | Orbiteur                         | Succès                                                    | |
| Shin'en (en)                             | Shin'en (en)             | UNISEC | 20 mai 2010        | -                                | Survol                           | Échec                                                     | Perte de contact après le lancement. Survol de Vénus en décembre 2010                                                  |
| Akatsuki                                 | Akatsuki                 | JAXA   | 20 mai 2010        | 7 décembre 2010                  | Orbiteur                         | Échec                                                     | À la suite d'un premier échec d'insertion en orbite, la sonde spatiale circule sur une orbite plus éloignée que prévu. |
| Akatsuki                                 | Akatsuki                 | JAXA   | 20 mai 2010        | 7 décembre 2015 en cours         | Orbiteur                         | En cours                                                  | À la suite d'un premier échec d'insertion en orbite, la sonde spatiale circule sur une orbite plus éloignée que prévu. |
| Missions futures planifiées ou à l'étude |                          |        |                    |                                  |                                  |                                                           | |
| Shukrayaan-1                             | Shukrayaan-1             | ISRO   | 2025               |                                  | Orbiteur et ballon atmosphérique | Prévu                                                     | |
| Venera-D                                 | Venera-D                 | RFSA   | 2028-2031          |                                  | Orbiteur                         | Prévu                                                     | |

#### Assistance gravitationnelle
La planète Vénus est souvent utilisée (tout comme la Terre) par les sondes spatiales qui ont besoin de modifier de manière importante leur vitesse pour atteindre les planètes du système solaire externe (Jupiter, Saturne,...) ou au contraire les objets célestes situés dans les profondeurs du puits gravitationnel solaire : Mercure, Soleil. La liste ci-dessous regroupe les missions qui ont utilisé Vénus pour effectuer une manœuvre d'assistance gravitationnelle sans avoir pour objectif de collecter des données scientifiques significatives.
| Sonde              | Agence       | Date survol      | Statut | Notes                                                                                       |
| ------------------ | ------------ | ---------------- | ------ | ------------------------------------------------------------------------------------------- |
| Mariner 10         | NASA         | 5 février 1974   | Succès | Distance minimum 5 768 km. Assistance gravitationnelle En transit à destination de Mercure  |
| Galileo            | NASA         | 10 février 1990  | Succès | Distance minimum 16 000 km. Assistance gravitationnelle En transit à destination de Jupiter |
| Cassini            | NASA ESA ASI | 26 avril 1998    | Succès | Assistance gravitationnelle En transit à destination de Saturne                             |
| Cassini            | NASA ESA ASI | 24 juin 1999     | Succès | Assistance gravitationnelle En transit à destination de Saturne                             |
| MESSENGER          | NASA         | 24 octobre 2006  | Succès | Assistances gravitationnelles En transit à destination de Mercure.                          |
| MESSENGER          | NASA         | 5 juin 2007      | Succès | Assistances gravitationnelles En transit à destination de Mercure.                          |
| Parker Solar Probe | NASA         | 3 octobre 2018   | Succès | Assistances gravitationnelles pour abaisser l'orbite de la sonde autour du Soleil           |
| Parker Solar Probe | NASA         | 26 décembre 2019 | Succès | Assistances gravitationnelles pour abaisser l'orbite de la sonde autour du Soleil           |
| Parker Solar Probe | NASA         | 11 juillet 2020  | Succès | Assistances gravitationnelles pour abaisser l'orbite de la sonde autour du Soleil           |
| Parker Solar Probe | NASA         | 20 février 2021  | Succès | Assistances gravitationnelles pour abaisser l'orbite de la sonde autour du Soleil           |
| Parker Solar Probe | NASA         | 16 octobre 2021  | Succès | Assistances gravitationnelles pour abaisser l'orbite de la sonde autour du Soleil           |
| Parker Solar Probe | NASA         | 21 août 2023     | Succès | Assistances gravitationnelles pour abaisser l'orbite de la sonde autour du Soleil           |
| Parker Solar Probe | NASA         | 6 novembre 2024  | Prévu  | Assistances gravitationnelles pour abaisser l'orbite de la sonde autour du Soleil           |
| BepiColombo        | ESA JAXA     | 16 octobre 2020  | Succès | Assistance gravitationnelle En transit à destination de Mercure                             |
| Solar Orbiter      | ESA          | 27 décembre 2020 | Succès | Assistance gravitationnelle pour abaisser l'orbite de la sonde autour du Soleil             |
| JUICE              | ESA          | 31 août 2025     | Prévu  | Assistance gravitationnelle En transit à destination de Jupiter                             |
| Dragonfly          | NASA         | 2027             | Prévu  | Assistance gravitationnelle En transit à destination de Saturne                             |

### Mercure
Difficile à atteindre car profondément enfouie dans le puits gravitationnel du Soleil (la sonde spatiale doit produire un delta-V très important pour se placer en orbite autour de cette planète) et présentant un intérêt scientifique moindre que les autres planètes du système solaire interne, la planète Mercure n'a été étudiée que par deux sondes spatiales américaines (une troisième mission européenne est en transit).
| Sonde                          | Sonde                     | Agence   | Lancement       | Mission                    | Type     | Statut        | Notes                                                                    |
| ------------------------------ | ------------------------- | -------- | --------------- | -------------------------- | -------- | ------------- | ------------------------------------------------------------------------ |
| Mariner 10                     | Mariner 10                | NASA     | 3 novembre 1973 | 29 mars 1974               | Survol   | Succès        | Distance minimum 704 km                                                  |
| Mariner 10                     | Mariner 10                | NASA     | 3 novembre 1973 | 21 septembre 1974          | Survol   | Succès        | Distance minimum 48 069 km                                               |
| Mariner 10                     | Mariner 10                | NASA     | 3 novembre 1973 | 16 mars 1975               | Survol   | Succès        | Distance minimum 327 km                                                  |
| Messenger                      | Messenger                 | NASA     | 3 aout 2004     | 14 janvier 2008            | Survol   | Succès        | Distance minimum 200 km                                                  |
| Messenger                      | Messenger                 | NASA     | 3 aout 2004     | 6 octobre 2008             | Survol   | Succès        | Distance minimum 200 km                                                  |
| Messenger                      | Messenger                 | NASA     | 3 aout 2004     | 29 septembre 2009          | Survol   | Échec partiel | Distance minimum 200 km. La sonde se met en mode survie avant le survol. |
| Messenger                      | Messenger                 | NASA     | 3 aout 2004     | 18 mars 2011 30 avril 2015 | Orbiteur | Succès        | Impact volontaire à la fin de la mission.                                |
| BepiColombo                    | BepiColombo               | ESA JAXA | 19 octobre 2018 | 1er octobre 2021           | Survol   | Succès        | Distance minimum 200 km                                                  |
| BepiColombo                    | BepiColombo               | ESA JAXA | 19 octobre 2018 | 23 juin 2022               | Survol   | Succès        |                                                                          |
| BepiColombo                    | BepiColombo               | ESA JAXA | 19 octobre 2018 | 19 juin 2023               | Survol   | Succès        |                                                                          |
| BepiColombo                    | BepiColombo               | ESA JAXA | 19 octobre 2018 | 4 septembre 2024           | Survol   | Succès        |                                                                          |
| BepiColombo                    | BepiColombo               | ESA JAXA | 19 octobre 2018 | 1er décembre 2024          | Survol   | Prévu         |                                                                          |
| BepiColombo                    | BepiColombo               | ESA JAXA | 19 octobre 2018 | 8 janvier 2025             | Survol   | Prévu         |                                                                          |
|                                | Mercury Planetary Orbiter | ESA      | 19 octobre 2018 | Décembre 2025              | Orbiteur | Prévu         |                                                                          |
| Mercury Magnetospheric Orbiter | JAXA                      | Orbiteur | 19 octobre 2018 | Décembre 2025              |          | Prévu         |                                                                          |

## Planètes (et leurs satellites) du système solaire externe

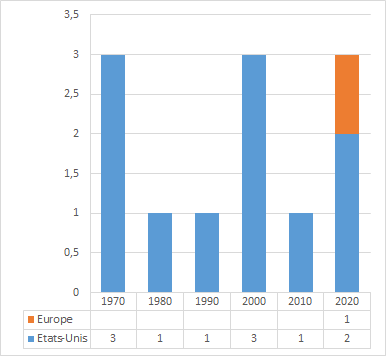
Nombre de sondes spatiales à destination des planètes du système solaire externe par pays et par décennie.

L'exploration des planètes du système solaire externe (Jupiter, Saturne et au delà) doit prendre en compte de nombreuses contraintes. Il faut :
- Lancer la sonde spatiale avec une vitesse importante pour s'éloigner suffisamment du Soleil.
- Disposer d'une source de production d'énergie très avancée (RTG) pour compenser l'éloignement du Soleil une fois arrivé à destination (le rayonnement par unité de surface diminue comme le carré de la distance au Soleil). Des panneaux solaires de grande taille peuvent être désormais utilisés pour Jupiter.
- Une grand fiabilité des équipements pour que ceux-ci survivent jusqu'à leur arrivée à destination qui impliquent souvent une durée de transit très longue (9 ans pour New Horizons malgré une vitesse record - 16,2 km/s - au départ de la Terre).
- Consacrer une part d'énergie notable pour réchauffer les équipements les plus fragiles car la température s'abaisse avec la distance au Soleil.
- Utiliser des fenêtres de lancement peu fréquentes pour envoyer les sondes spatiales lourdes vers les destinations les plus lointaines (au-delà de Jupiter), car le recours à l'assistance gravitationnelle est une pratique incontournable pour disposer de suffisamment de vitesse.
- Disposer d'un budget important pour développer une sonde spatiale capable faire face à certaines de ces contraintes.
- Compte tenu de l'énergie requise se mettre en orbite autour d'une des planètes situées au-delà de Jupiter, impose de disposer d'une énergie énorme au départ dont seule la mission Cassini-Huygens, particulièrement couteuse, a disposé. Les missions se résument donc généralement à de simples survols.
- Les missions vers Jupiter présentent un contrainte supplémentaire : il existe une ceinture de radiations particulièrement virulent au voisinnage de la planète géante et des lunes galliléennes (les plus intéressantes et les plus grosses) qui impose un véritable blindage et réduit considérablement la durée de vie des sondes spatiales.

Pour toutes ces raisons peu de missions ont été lancées vers ces destinations et la technicité nécessaires en fait un monopole de la NASA qui sera toutefois battu en brèche par la future mission européenne JUICE à destination de Jupiter. Aucun mission ne s'est placé en orbite autour de deux des quatre planètes géantes gazeuses du système solaire (Neptune et Uranus) et si des projets existent aucun n'a reçu de financement.

### Jupiteretses lunes
| Sonde                      | Sonde                      | Agence   | Lancement        | Mission                           | Type                | Statut   | Notes                                                                                         |
| -------------------------- | -------------------------- | -------- | ---------------- | --------------------------------- | ------------------- | -------- | --------------------------------------------------------------------------------------------- |
| Pioneer 10                 | Pioneer 10                 | NASA     | 3 mars 1972      | 4 décembre 1973                   | Survol              | Succès   | Distance minimum 130 000 km                                                                   |
| Pioneer 11                 | Pioneer 11                 | NASA     | 6 avril 1973     | 3 décembre 1974                   | Survol              | Succès   | Distance minimum 43 000 km.                                                                   |
| Voyager 2                  | Voyager 2                  | NASA     | 20 août 1977     | 9 juillet 1979                    | Survol              | Succès   | Distance minimum 650 000 km                                                                   |
| Voyager 1                  | Voyager 1                  | NASA     | 5 septembre 1977 | 5 mars 1979                       | Survol              | Succès   | Distance minimum 278 000 km.                                                                  |
| Galileo                    | Galileo                    | NASA DLR | 9 novembre 1989  | 7 décembre 1995 21 septembre 2003 | Orbiteur            | Succès   | Nombreux survols des satellites de Jupiter. Descente dans l'atmosphère à la fin de la mission |
|                            | Galileo Probe              | NASA DLR | 9 novembre 1989  | 7 décembre 1995                   | Sonde atmosphérique | Succès   |                                                                                               |
| Juno                       | Juno                       | NASA     | 5 août 2011      | 5 juillet 2016 en cours           | Orbiteur            | En cours |                                                                                               |
| Jupiter Icy Moons Explorer | Jupiter Icy Moons Explorer | ESA      | 14 avril 2023    | juillet 2031                      | Orbiteur            | En cours | Survols répétés de Ganymède, Callisto et Europe                                               |
| Europa Clipper             | Europa Clipper             | NASA     | 14 octobre 2024  | avril 2030                        | Orbiteur            | En cours | Survols répétés d'Europe                                                                      |

#### Assistances gravitationnelles
| Sonde        | Agence       | Date survol      | Statut | Notes                                                                                         |
| ------------ | ------------ | ---------------- | ------ | --------------------------------------------------------------------------------------------- |
| Ulysses      | ESA NASA     | 8 février 1992   | Succès | Assistance gravitationnelle pour une mise en orbite héliocentrique fortement inclinée         |
| Cassini      | NASA ESA ASI | 30 décembre 2000 | Succès | Distance minimum 9 720 000 km. Assistance gravitationnelle en transit vers Saturne            |
| Ulysses      | ESA NASA     | 2003–2004        | Succès |                                                                                               |
| New Horizons | NASA         | 28 février 2007  | Succès | Distance minimum 2 300 000 km. Assistance gravitationnelle En transit à destination de Pluton |

### Saturneetses lunes
| Sonde      | Sonde      | Agence       | Lancement        | Mission                            | Type     | Statut | Notes                                      |
| ---------- | ---------- | ------------ | ---------------- | ---------------------------------- | -------- | ------ | ------------------------------------------ |
| Pioneer 11 | Pioneer 11 | NASA         | 6 avril 1973     | 1er septembre 1979                 | Survol   | Succès | Distance minimum 22 000 km                 |
| Voyager 2  | Voyager 2  | NASA         | 20 août 1977     | 26 août 1981                       | Survol   | Succès | Distance minimum 161 000 km                |
| Voyager 1  | Voyager 1  | NASA         | 5 septembre 1977 | 10 novembre 1980                   | Survol   | Succès | Distance minimum 124 000 km                |
| Cassini    | Cassini    | NASA ESA ASI | 15 octobre 1997  | 1er juillet 2004 15 septembre 2017 | Orbiteur | Succès | Nombreux survols des satellites de Saturne |

#### Titan
| Sonde                                    | Sonde     | Agence       | Lancement        | Mission                            | Type         | Statut | Notes                                                          |
| ---------------------------------------- | --------- | ------------ | ---------------- | ---------------------------------- | ------------ | ------ | -------------------------------------------------------------- |
| Voyager 1                                | Voyager 1 | NASA         | 5 septembre 1977 | 10 novembre 1980                   | Survol       | Succès | Distance minimum 6 940 km                                      |
| Cassini                                  | Cassini   | NASA ESA ASI | 15 octobre 1997  | 1er juillet 2004 15 septembre 2017 | Survol       | Succès | Plusieurs survols du satellite                                 |
|                                          | Huygens   | ESA          | 15 octobre 1997  | 14 janvier 2005                    | Atterrisseur | Succès | Première sonde à se poser sur un satellite d'une autre planète |
| Missions futures planifiées ou à l'étude |           |              |                  |                                    |              |        |                                                                |
| Dragonfly                                | Dragonfly | NASA         | 2027             |                                    | Aérobot      | Prévu  | Drone devant voler dans l'atmosphère de Titan                  |

### Uranusetses lunes
| Sonde     | Sonde     | Agence | Lancement   | Mission         | Type   | Statut | Notes                      |
| --------- | --------- | ------ | ----------- | --------------- | ------ | ------ | -------------------------- |
| Voyager 2 | Voyager 2 | NASA   | 2 aout 1977 | 24 janvier 1986 | Survol | Succès | Distance minimum 81 500 km |

### Neptuneetses lunes
| Sonde     | Agence | Lancement   | Mission      | Type   | Statut | Notes                     |
| --------- | ------ | ----------- | ------------ | ------ | ------ | ------------------------- |
| Voyager 2 | NASA   | 2 aout 1977 | 25 août 1989 | Survol | Succès | Distance minimum 4 950 km |

## Objets mineurs

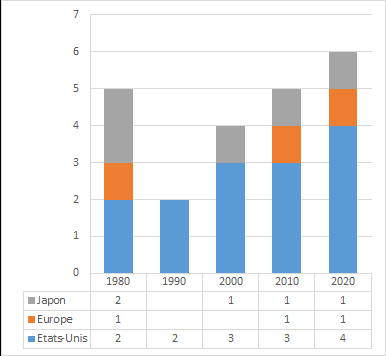
Nombre de sondes spatiales à destination des objets mineurs (astéroïdes, comètes, planètes naines) par pays et par décennie.

Les objets mineurs regroupent des corps célestes du système solaire qui ne sont ni des planètes ni des satellites de ces planètes : astéroïdes, comètes et planètes naines. Durant une grande partie de l'ère spatiale aucune mission spatiale n'en a fait son objectif. Les astéroïdes ont été survolées par certaines missions et ont recueilli un nombre limité d'informations. Depuis la fin des années 1990, plusieurs missions ont été conçues pour étudier ces objets aux caractéristiques spécifiques notamment dans le but de recueillir des informations sur les débuts du système solaire en partie préservés dans ces corps plus primitifs.

### Planètes naines

#### Cérès
| Sonde | Sonde | Agence | Date lancement    | Date arrivée/survol | Fin de mission  | Type     | Statut | Notes |
| ----- | ----- | ------ | ----------------- | ------------------- | --------------- | -------- | ------ | --- |
| Dawn  | Dawn  | NASA   | 27 septembre 2007 | 6 mars 2015         | 31 octobre 2018 | Orbiteur | Succès | La sonde spatiale a réalisé deux premières : record de modification de vitesse en cours de mission (> 11 km/s) et deux insertions en orbite successives (Vesta puis Cérès). |

#### Plutonetses lunes
| Sonde        | Sonde        | Agence | Date lancement  | Date arrivée/survol | Fin de mission | Type   | Statut   | Notes                                                   |
| ------------ | ------------ | ------ | --------------- | ------------------- | -------------- | ------ | -------- | ------------------------------------------------------- |
| New Horizons | New Horizons | NASA   | 19 janvier 2006 | 14 juillet 2015     | En cours       | Survol | En cours | Survol réussi effectué à une distance minimum 12 500 km |

### Astéroïdes
Les astéroïdes sont des petits corps essentiellement situés entre l'orbite de Jupiter et celle de Mars. Un sous-ensemble, les astéroïdes géocroiseurs, coupent l'orbite de la Terre ce qui en fait une destination plus facile pour les sondes spatiales. Les astéroïdes présentent un grand intérêt scientifique à deux titres :  ils sont constitués en partie de matériaux qui n'ont pas été modifiés depuis le début de la formation du système solaire et ils ont pu contribuer à ensemencer la Terre avec des molécules complexes à l'origine de la formation de la vie. Les astéroïdes sont restés durant plusieurs décennies des objectifs secondaires (simples survols). Trois missions, dont deux japonaises et une américaine, se sont placés en orbite et ont ramené des échantillons de sol d'astéroïdes sur Terre. Plusieurs autres missions de survol d'astéroïdes présentant des caractéristiques particulières sont programmées pour les années 2020.
| Astéroïde                                | Sonde          | Sonde          | Agence            | Date lancement    | Date arrivée/survol | Fin de mission    | Type                            | Statut        | Notes |
| ---------------------------------------- | -------------- | -------------- | ----------------- | ----------------- | ------------------- | ----------------- | ------------------------------- | ------------- | --- |
| (951) Gaspra                             | Galileo        | Galileo        | NASA              | 18 octobre 1989   | 29 octobre 1991     | 21 septembre 1991 | Survol                          | Succès        | Survol au cours du transit de la sonde spatiale vers Jupiter. Survol réussi effectué à une distance minimum de 1 900 km. Premier survol d'un astéroïde                                                           |
| (243) Ida                                | Galileo        | Galileo        | NASA              | 18 octobre 1989   | 28 août 1993        | 21 septembre 1991 | Survol                          | Succès        | En transit vers Jupiter ; distance minimum 2 400 km ; découverte du premier satellite d'astéroide Dactyl |
| (1620) Géographos                        | Clementine     | Clementine     | BMDO / NASA       | 25 janvier 1994   |                     | 14 mai 1994       | Survol                          | Succès        | Survol annulé à la suite d'une défaillance matérielle |
| (253) Mathilde                           | NEAR Shoemaker | NEAR Shoemaker | NASA              | 17 février 1996   | 27 juin 1997        | 28 février 2001   | Survol                          | Succès        | Survol réussi effectué à une distance minimum 1 200 km ; en transit à destination d'(433) Éros |
| (9969) Braille                           | Deep Space 1   | Deep Space 1   | NASA              | 24 octobre 1998   | 29 juillet 1999     | 18 décembre 2001  | Survol                          | Succès        | Pas d'image à cause d'une erreur de pointage de la caméra ; continue sa route vers la comète 19P/Borrelly |
| (2685) Masursky                          | Cassini        | Cassini        | NASA ESA ASI      | 15 octobre 1997   | 23 janvier 2000     | 15 septembre 2017 | Survol lointain                 | Succès        | En transit à destination de Saturne. Distance : 1,5 million kilomètres. Pas de données scientifiques recueillies.                                                                                                |
| (433) Éros                               | NEAR Shoemaker | NEAR Shoemaker | NASA              | 17 février 1996   | 14 février 2000     | 28 février 2001   | Orbiteur                        | Succès        | Première mise en orbite autour d'un astéroïde et premier recueil détaillé de données sur ce type de corps céleste. Parvient à se poser sur sa surface à l'issue de sa mission et à transmettre quelques données. |
| (5535) Annefrank                         | Stardust       | Stardust       | NASA              | 7 février 1999    | 2 novembre 2002     | 24 mars 2011      | Survol                          | Succès        | Survol réussi effectué à une distance minimum de 3 300 km. En transit à destination de la comète 81P/Wild |
| (25143) Itokawa                          | Hayabusa       | Hayabusa       | ISAS              | 9 mai 2003        | 12 septembre 2005   | 13 juin 2010      | Retour d'échantillons           | Échec partiel | Environ 1000 grains récupérées. Premier retour d'échantillons d'un astéroïde. |
| (132524) APL                             | New Horizons   | New Horizons   | NASA              | 19 janvier 2006   | 13 juin 2006        | Non significatif  | Survol                          | En cours      | En transit à destination de (134340) Pluton |
| (2867) Šteins                            | Rosetta        | Rosetta        | ESA               | 2 mars 2004       | 5 septembre 2008    | 30 septembre 2016 | Survol                          | Succès        | Survol réussi effectué à une distance minimum de 800 km |
| (21) Lutetia                             | Rosetta        | Rosetta        | ESA               | 2 mars 2004       | 10 juillet 2010     | 30 septembre 2016 | Survol                          | Succès        | Survol réussi effectué à une distance minimum de 3 162 km. En transit à destination de la Comète Tchourioumov-Guerassimenko                                                                                      |
| (4) Vesta                                | Dawn           | Dawn           | NASA              | 27 septembre 2007 | 16 juillet 2011     | 31 octobre 2018   | Orbiteur                        | Succès        | |
| (162173) Ryugu                           | Hayabusa 2     | Hayabusa 2     | ISAS              | 3 décembre 2014   | 27 juin 2018        |                   | Mission de retour d'échantillon | En cours      | Quelques dizaines de milligrammes ramenés avec succès sur Terre. Mission prolongée avec survol d'un astéroïde en 2014.                                                                                           |
| (162173) Ryugu                           |                | Minerva II-1   | ISAS              | 3 décembre 2014   | 22 septembre 2018   | Hopper            | Succès                          |               | Quelques dizaines de milligrammes ramenés avec succès sur Terre. Mission prolongée avec survol d'un astéroïde en 2014.                                                                                           |
| (162173) Ryugu                           | MASCOT         | DLR Cnes       | 3 octobre 2018    | 3 décembre 2014   | Atterrisseur        | Succès            |                                 |               | Quelques dizaines de milligrammes ramenés avec succès sur Terre. Mission prolongée avec survol d'un astéroïde en 2014.                                                                                           |
| (162173) Ryugu                           | Minerva II-2   | ISAS           | 28 septembre 2019 | 3 décembre 2014   | Hopper              | Succès            |                                 |               | Quelques dizaines de milligrammes ramenés avec succès sur Terre. Mission prolongée avec survol d'un astéroïde en 2014.                                                                                           |
| (101955) Bénou                           | OSIRIS-REx     | OSIRIS-REx     | NASA              | 8 septembre 2016  | 22 septembre 2017   |                   | Retour d'échantillons           | En cours      | Retour vers la Terre en cours. |
| (65803) Didymos                          | DART           | DART           | NASA              | 24 novembre 2021  | 26 septembre 2022   |                   | Impacteur                       | Succès        | |
| (152830) Dinkinesh                       | Lucy           | Lucy           | NASA              | 16 octobre 2021   | 1er novembre 2023   |                   | Survol                          | Succès        | Découverte du satellite Selam |
| Missions futures planifiées ou à l'étude |                |                |                   |                   |                     |                   |                                 |               | |
| (469219) Kamoʻoalewa                     | Tianwen 2      | Tianwen 2      | CNSA              | 2024              | 2025                | ~2032             | Retour d'échantillon            | Prévu         | |
| (52246) Donaldjohanson                   | Lucy           | Lucy           | NASA              | 16 octobre 2021   | 2025                |                   | Survol                          | Prévu         | |
| (16) Psyche                              | Psyche         | Psyche         | NASA              | 13 octobre 2023   | 2026                |                   | Orbiteur                        | Prévu         | |
| (3200) Phaéthon                          | DESTINY+       | DESTINY+       | JAXA              | 2028              | 2030                |                   | Survol                          | Prévu         | |
| (3548) Eurybates                         | Lucy           | Lucy           | NASA              | 16 octobre 2021   | 2027                |                   | Survol                          | Prévu         | |
| (15094) Polymele                         | Lucy           | Lucy           | NASA              | 16 octobre 2021   | 2027                |                   | Survol                          | Prévu         | |
| (11351) Leucos                           | Lucy           | Lucy           | NASA              | 16 octobre 2021   | 2028                |                   | Survol                          | Prévu         | |
| (21900) Oros                             | Lucy           | Lucy           | NASA              | 16 octobre 2021   | 2028                |                   | Survol                          | Prévu         | |
| (617) Patrocle                           | Lucy           | Lucy           | NASA              | 16 octobre 2021   | 2033                |                   | Survol                          | Prévu         | |

#### CubeSats
| Astéroïde                                | Sonde     | Sonde     | Agence | Date lancement | Date arrivée/survol | Fin de mission | Type   | Statut | Notes |
| ---------------------------------------- | --------- | --------- | ------ | -------------- | ------------------- | -------------- | ------ | ------ | ----- |
| Missions futures planifiées ou à l'étude |           |           |        |                |                     |                |        |        |       |
| 1991 VG                                  | NEA Scout | NEA Scout | NASA   | 2020           | 2021                |                | Survol | Prévu  |       |

### Comètes
Les comètes sont des corps célestes particulièrement difficiles à explorer. L'apogée de leur orbite se situe, pour les plus proches, au niveau de Jupiter : aussi une tentative de "mise en orbite", qui nécessite que la sonde spatiale se cale sur l'orbite de son objectif, présente des difficultés proches de celles d'une mission vers cette dernière planète (delta-V important, durée du transit, énergie). Courant 2020, Rosetta est la seule mission à avoir réalisé cet exploit. Un simple survol présente d'autres difficultés. D'un point de vue scientifique la comète présente un intérêt particulièrement important lorsqu'elle est près du Soleil et qu'elle est active c'est-à-dire qu'elle émet un nuage de gaz et de poussière. Dans cette phase de son orbite, la vitesse relative d'une comète par rapport à un objet lancé de la Terre atteint une vingtaine de kilomètres par seconde pour une comète prograde (orbitant autour du Soleil dans le même sens que la Terre et plus du double pour une comète rétrograde comme Halley. Le survol nécessite une navigation très précise qui nécessite de connaitre à l'avance l'orbite de la comète. Au moment du survol, la sonde spatiale est mitraillée par les particules de poussière qui compte tenu de leur vitesse peuvent avoir un effet destructeur sur la sonde spatiale et ses instruments.
| Cible                                    | Sonde             | Sonde             | Agence | Date lancement   | Date arrivée/survol | Fin de mission    | Type                             | Statut        | Notes |
| ---------------------------------------- | ----------------- | ----------------- | ------ | ---------------- | ------------------- | ----------------- | -------------------------------- | ------------- | --- |
| 21P/Giacobini-Zinner                     | ICE               | ICE               | NASA   | 12 aout 1978     | 11 septembre 1985   | 5 mai 1997        | Survol                           | Succès        | En transit à destination de la comète de Halley                                                                                      |
| 1P/Halley                                | Vega 1            | Vega 1            | SAS    | 15 décembre 1984 | 6 mars 1986         | 30 janvier 1987   | Survol                           | Succès        | Survol réussi effectué à une distance minimum de 8 890 km.                                                                           |
| 1P/Halley                                | Suisei            | Suisei            | ISAS   | 18 aout 1985     | 8 mars 1986         | 28 aout 1992      | Survol                           | Succès        | La sonde croise la comète à une distance de 151 000 km à une vitesse de relative de 73 km/s                                          |
| 1P/Halley                                | Vega 2            | Vega 2            | SAS    | 21 décembre 1984 | 9 mars 1986         | 24 mars 1987      | Survol                           | Succès        | Survol réussi effectué à une distance minimum de 8 890 km.                                                                           |
| 1P/Halley                                | Sakigake          | Sakigake          | ISAS   | 7 janvier 1985   | mars 1986           | 15 novembre 1995  | Survol lointain                  | Échec partiel | Survol à très grande distance : 6,99 millions km                                                                                     |
| 1P/Halley                                | Giotto            | Giotto            | ESA    | 2 juillet 1985   | 14 mars 1986        | 23 juillet 1992   | Survol                           | Succès        | Survol réussi effectué à une distance minimum de 596 km. Premier survol à faible distance d'une comète.                              |
| 1P/Halley                                | ICE               | ICE               | NASA   | 12 aout 1978     | 28 mars 1986        | 5 mai 1997        | Survol lointain                  | Succès        | Survol réussi effectué à une distance minimum de 32 millions de km.                                                                  |
| 26P/Grigg-Skjellerup                     | Giotto            | Giotto            | ESA    | 2 juillet 1985   | 10 juillet 1992     | 23 juillet 1992   | Survol                           | Succès        | Survol réussi effectué à une distance minimum de 200 km.                                                                             |
| 45P/ Honda-Mrkos-Pajdusakova             | Sakigake          | Sakigake          | ISAS   | 7 janvier 1985   | 1996                | 15 novembre 1995  | Survol                           | Échec         | Contact perdu |
| 21P/Giacobini-Zinner                     | Sakigake          | Sakigake          | ISAS   | 7 janvier 1985   | 1998                | 15 novembre 1995  | Survol                           | Échec         | Contact perdu |
| 55P/Tempel-Tuttle                        | Suisei            | Suisei            | ISAS   | 18 aout 1985     | 1998                | 28 aout 1992      | Survol                           | Échec         | Abandonnée à la suite d'une fuite de carburant                                                                                       |
| 21P/Giacobini-Zinner                     | Suisei            | Suisei            | ISAS   |                  | 1998                |                   | Survol                           | Échec         | Abandonnée à la suite d'une fuite de carburant                                                                                       |
| 19P/Borrelly                             | Deep Space 1      | Deep Space 1      | NASA   | 24 octobre 1998  | 22 septembre 2001   | 18 décembre 2001  | Survol                           | Succès        | |
| 2P/Encke                                 | CONTOUR           | CONTOUR           | NASA   | 3 juillet 2002   | 2003                | 15 aout 2002      | Survol                           | Échec         | Contact perdu après le lancement |
| 81P/Wild                                 | Stardust          | Stardust          | NASA   | 7 février 1999   | 2 janvier 2004      | 24 mars 2011      | Retour d'échantillons            | Succès        | Survol réussi effectué à une distance minimum de 240 km. Collecte d'échantillons de la queue de la comète qui sont ramenés sur Terre |
| 73P/ Schwassmann-Wachmann                | CONTOUR           | CONTOUR           | NASA   | 3 juillet 2002   | 2006                | 15 aout 2002      | Survol                           | Échec         | Contact perdu après le lancement |
| 6P/d'Arrest                              | CONTOUR           | CONTOUR           | NASA   |                  | 2008                |                   | Survol                           | Échec         | Contact perdu après le lancement |
| 103P/Hartley                             | Deep Impact       | Deep Impact       | NASA   | 12 janvier 2005  | 4 novembre 2010     | 20 septembre 2013 | Survol                           | Succès        | Extension de la mission Deep Impact                                                                                                  |
| 9P/Tempel                                | Deep Impact       | Deep Impact       | NASA   | 12 janvier 2005  | 4 juillet 2005      | 20 septembre 2013 | Survol et largage d'un impacteur | Succès        | Vitesse à l'impact 10,2 km/s |
| 9P/Tempel                                | Stardust          | Stardust          | NASA   | 7 février 1999   | 14 février 2011     | 24 mars 2011      | Survol                           | Succès        | Survol réussi effectué à une distance minimum de 191 km. Observation du cratère créé par Deep Impact                                 |
| 67P/Tchourioumov-Guerassimenko           | Rosetta           | Rosetta           | ESA    | 2 mars 2004      | 6 août 2014         | 30 septembre 2016 | Orbiteur                         | Succès        | Première sonde à se mettre en orbite autour d'une comète et à déposer un atterrisseur à sa surface.                                  |
| 67P/Tchourioumov-Guerassimenko           |                   | Philae            | ESA    | 2 mars 2004      | 12 novembre 2014    | 15 novembre 2014  | Atterrisseur                     | Succès        | Première sonde à atterrir sur une comète                                                                                             |
| Missions futures planifiées ou à l'étude |                   |                   |        |                  |                     |                   |                                  |               | |
| A déterminer                             | Comet Interceptor | Comet Interceptor | ESA    | 2028             |                     |                   | Survol                           | Prévu         | |

### Objets de la ceinture de Kuiper
| Objet             | Sonde        | Agence | Date lancement  | Date survol      | Type   | Statut   | Notes                                                     |
| ----------------- | ------------ | ------ | --------------- | ---------------- | ------ | -------- | --------------------------------------------------------- |
| (486958) Arrokoth | New Horizons | NASA   | 19 janvier 2006 | 1er janvier 2019 | Survol | En cours | Survol réussi effectué à une distance minimum de 3 500 km |

## Soleil

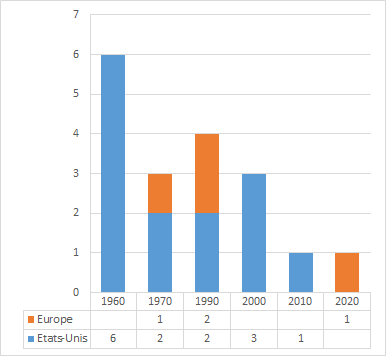
Nombre de sondes spatiales à destination du Soleil par pays et par décennie.

| Sonde                                    | Agence   | Date lancement    | Fin de mission       | Type                  | Statut        | Notes |
| ---------------------------------------- | -------- | ----------------- | -------------------- | --------------------- | ------------- | --- |
| Pioneer 5                                | NASA     | 11 mars 1960      | 26 juin 1960         | Orbiteur              | Succès        | Étude du champ magnétique, des particules des éruptions solaires, et de l'ionisation dans l'espace interplanétaire                 |
| Pioneer 6                                | NASA     | 16 décembre 1965  | toujours contactable | Orbiteur              | Succès        | Groupe de sondes de "météo spatiale" en orbite solaire, étude du vent solaire, des rayons cosmiques, et des champs magnétiques     |
| Pioneer 7                                | NASA     | 17 août 1966      | toujours contactable | Orbiteur              | Succès        | Groupe de sondes de "météo spatiale" en orbite solaire, étude du vent solaire, des rayons cosmiques, et des champs magnétiques     |
| Pioneer 8                                | NASA     | 13 décembre 1967  | toujours contactable | Orbiteur              | Succès        | Groupe de sondes de "météo spatiale" en orbite solaire, étude du vent solaire, des rayons cosmiques, et des champs magnétiques     |
| Pioneer 9                                | NASA     | 8 novembre 1968   | 19 mai 1983          | Orbiteur              | Succès        | Groupe de sondes de "météo spatiale" en orbite solaire, étude du vent solaire, des rayons cosmiques, et des champs magnétiques     |
| Pioneer-E                                | NASA     | 27 août 1969      |                      | Orbiteur              | Échec         | Prévue pour être la 5e sonde du groupe Pioneer 6-9; la mise en orbite a échoué                                                     |
| Helios 1                                 | NASA BWF | 10 décembre 1974  | 10 février 1986      | Orbiteur              | Succès        | Étude du vent solaire, des champs magnétiques, des rayons cosmiques et de la poussière interplanétaire entre la Terre et le Soleil |
| Helios 2                                 | NASA BWF | 10 janvier 1976   | 3 mars 1980          | Orbiteur              | Succès        | Étude du vent solaire, des champs magnétiques, des rayons cosmiques et de la poussière interplanétaire entre la Terre et le Soleil |
| ISEE-3                                   | NASA     | 12 août 1978      | 10 juin 1982         | Orbiteur              | Succès        | Étude du Soleil avec les sondes ISEE-1 et ISEE-2                                                                                   |
| Ulysses                                  | ESA NASA | 6 octobre 1990    |                      | Orbiteur              | Succès        | Observation des pôles du Soleil |
| WIND                                     | NASA     | 1er novembre 1994 |                      | Orbiteur              | En cours      | Mesure du vent solaire |
| SoHO                                     | ESA NASA | 2 décembre 1995   |                      | Orbiteur              | En cours      | Étude de l'intérieur du Soleil, de la couronne solaire et du vent solaire                                                          |
| ACE                                      | NASA     | 25 août 1997      |                      | Orbiteur              | En cours      | Étude du vent solaire |
| Genesis                                  | NASA     | 8 septembre 2004  |                      | Retour d'échantillons | Échec partiel | Retour d'échantillons du vent solaire; la capsule de retour s'est écrasée sur Terre, quelques échantillons ont été sauvés.         |
| STEREO A                                 | NASA     | 25 octobre 2006   |                      | Orbiteur              | En cours      | Imagerie en stéréo des éruptions solaires.                                                                                         |
| STEREO B                                 | NASA     | 25 octobre 2006   | 23 septembre 2016    | Orbiteur              | Succès        | Imagerie en stéréo des éruptions solaires.                                                                                         |
| Parker Solar Probe                       | NASA     | 12 aout 2018      |                      | Orbiteur              | En cours      | |
| Solar Orbiter                            | ESA      | 10 février 2020   |                      | Orbiteur              | En cours      | |
| Missions futures planifiées ou à l'étude |          |                   |                      |                       |               | |
| Aditya-L1                                | ISRO     | Janvier 2022      |                      | Orbiteur              | Prévu         | Observations du Soleil |

## Sondes quittant lesystème solaire
| Sonde        | Agence | Vitesse (km/s) | Notes | Ref     |
| ------------ | ------ | -------------- | --- | ------- |
| Pioneer 10   | NASA   | 12             | Passe l'orbite de Pluton le 13 juin 1983. Mission terminée en mars 1997. Dernier contact le 23 janvier 2003. Sonde présumée perdue. | [ 200 ] |
| Pioneer 11   | NASA   | 11,3           | Dernier contact et fin de mission en septembre 1995. |         |
| Voyager 1    | NASA   | 17,2           | Passage du choc terminal de l'héliosphère 16 décembre 2004. Sortie de l'héliosphère 25 aout 2012. Toujours active, les contacts avec la sonde sont établis régulièrement pour la transmission de données scientifiques (juillet 2007). La NASA espère maintenir les contacts jusqu'en 2025. En 2019, elle était l'artefact humain le plus loin de la Terre jamais envoyé. |         |
| Voyager 2    | NASA   | 16             | Passage du choc terminal de l'héliosphère 30 aout 2007. Sortie de l'héliosphère 5 novembre 2018. Toujours active, les contacts avec la sonde sont établis régulièrement pour la transmission de données scientifiques (juillet 2007). La NASA espère maintenir les contacts jusqu'en 2025.                                                                                |         |
| New Horizons | NASA   | 14             | Survol du système plutonien en juillet 2015. La mission se poursuit vers le système solaire externe. |         |

## Survols de laTerre
Cette section ne liste que les survols de la Terre par des sondes spatiales lors de manœuvres d'assistance gravitationnelle, pas les satellites d'observation.
| Sonde                           | Agence       | Date              | Statut      | Notes |
| ------------------------------- | ------------ | ----------------- | ----------- | --- |
| Giotto (1er passage)            | ESA          | 2 juillet 1990    | Succès      | 1er survol de la Terre, En transit à destination de la Comète Grigg-Skjellerup                                                                                |
| Galileo (1er passage)           | NASA         | 8 octobre 1990    | Succès      | Assistance gravitationnelle En transit à destination de Jupiter; distance minimum 960 km                                                                      |
| Sakigake (1er passage)          | ISAS         | 8 janvier 1992    | Succès      | Après le survol de la comète de Halley |
| Suisei                          | ISAS         | 20 août 1992      | Succès      | Assistance gravitationnelle En transit à destination de Giacobini-Zinner. Le survol se fait à 900 000 km au lieu de 60 000 km à cause du manque de carburant. |
| Galileo (2e passage)            | NASA         | 8 décembre 1992   | Succès      | Distance minimum 305 km |
| Sakigake (2e et 3e passage)     | ISAS         | 14 juin 1993      | Succès      | |
| Sakigake (2e et 3e passage)     | ISAS         | 28 octobre 1994   | Succès      | Carburant épuisé; contact perdu en novembre 1995 |
| NEAR Shoemaker                  | NASA         | 23 janvier 1998   | Succès      | Distance minimum 540 km |
| Giotto (2e passage)             | ESA          | 1er juillet 1999  | Pas utilisé | Mise en hibernation en 1992, la sonde n'a pas été réactivée lors de ce second survol                                                                          |
| Cassini                         | NASA ESA ASI | août 1999         | Succès      | En transit à destination de Saturne |
| Stardust (1er passage)          | NASA         | 15 janvier 2001   | Succès      | En transit à destination de la comète 81P/Wild |
| Nozomi                          | ISAS         | décembre 2002     | Succès      | Assistances gravitationnelles. En transit à destination de Mars                                                                                               |
| Nozomi                          | ISAS         | 19 juin 2003      | Succès      | Assistances gravitationnelles. En transit à destination de Mars                                                                                               |
| Hayabusa                        | ISAS         | 19 mai 2004       | Succès      | Distance minimum 3 700 km. En transit à destination de Itokawa                                                                                                |
| Rosetta (1er passage)           | ESA          | 4 mars 2005       | Succès      | En transit à destination de la comète Tchourioumov-Guérassimenko                                                                                              |
| Messenger                       | NASA         | 2 août 2005       | Succès      | Assistance gravitationnelle En transit à destination de Mercure.                                                                                              |
| Stardust (2e passage)           | NASA         | 15 janvier 2006   | Succès      | Largage de la capsule contenant les échantillons |
| Rosetta (2e passage)            | ESA          | 13 novembre 2007  | Succès      | Distance minimum 5 295 km |
| Deep Impact (1er et 2e passage) | NASA         | 31 décembre 2007  | Succès      | En transit à destination de la comète Hartley 2. Distance minimum 19 310 km                                                                                   |
| Deep Impact (1er et 2e passage) | NASA         | 29 décembre 2008  | Succès      | En transit à destination de la comète Hartley 2. |
| Stardust (3e passage)           | NASA         | 14 janvier 2009   | Succès      | En transit à destination de la comète Tempel 1 |
| Rosetta (3e passage)            | ESA          | 13 novembre 2009  | Succès      | Distance : 2 481 km |
| Deep Impact (3e passage)        | NASA         | 27 juin 2010      | Succès      | En transit à destination de la comète Hartley 2. |
| Juno                            | NASA         | 9 octobre 2013    | Succès      | Distance : 800 km Assistance gravitationnelle. En transit à destination de Jupiter                                                                            |
| Hayabusa 2                      | JAXA         | 3 décembre 2015   | Succès      | Distance minimum 3 090 km. Assistance gravitationnelle. En transit à destination de Ryugu                                                                     |
| PROCYON                         | JAXA         | 3 décembre 2015   | Échec       | Survol non contrôlé à cause d'une panne des moteurs. |
| OSIRIS-REx                      | NASA         | 22 septembre 2017 | Succès      | Assistance gravitationnelle. En transit à destination de Bénou                                                                                                |
| Bepi-Colombo                    | ESA          | 10 avril 2020     | Succès      | Assistance gravitationnelle. En transit à destination de vers Mercure                                                                                         |